# Европейский долговой кризис

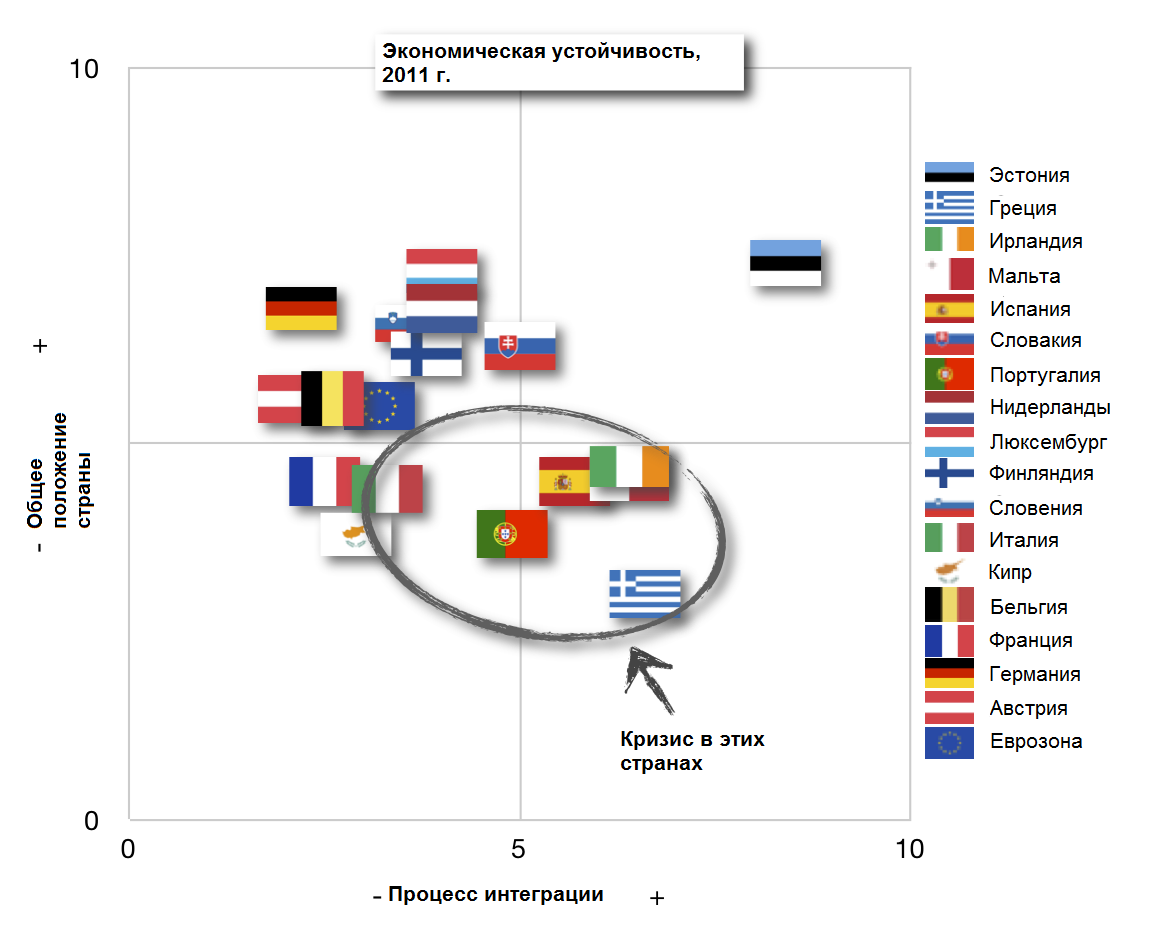
Экономическая устойчивость и интеграция стран еврозоны, 2011 год. (источник: «Евро плюс монитор»)

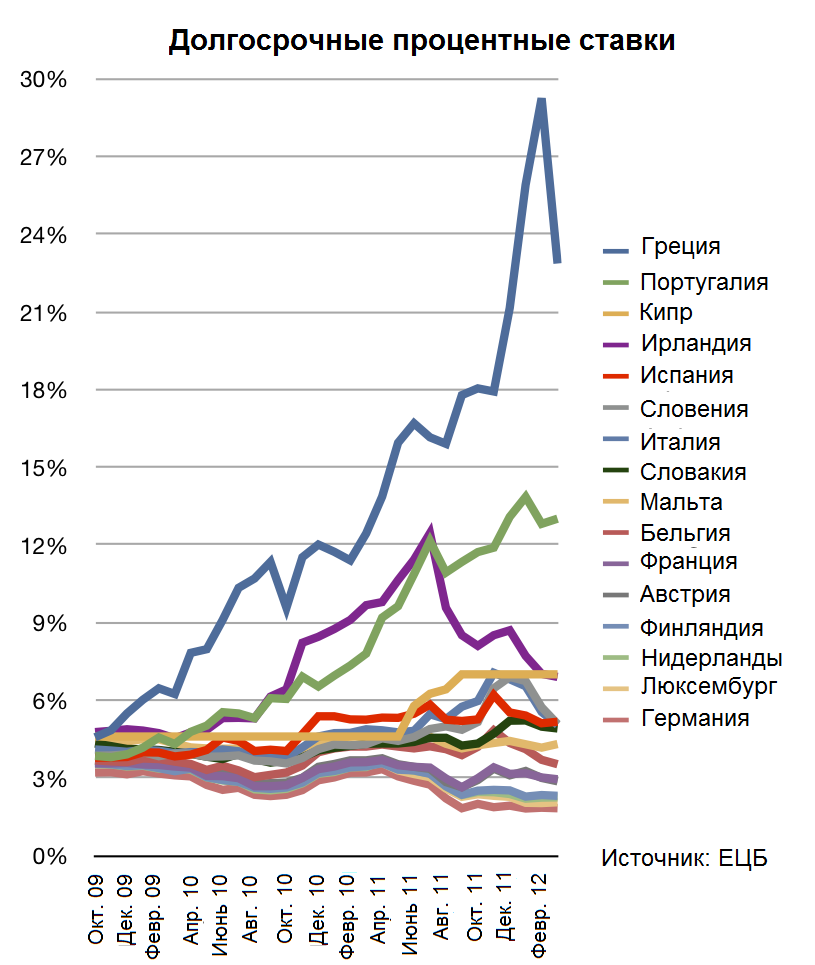
Долгосрочные процентные ставки всех стран еврозоны за исключением Эстонии (уровень ставки доходности государственных облигаций со сроком погашения около 10 лет на вторичном рынке). Ставка доходности облигаций выше 6 % отражает серьёзные сомнения инвесторов финансовых рынков в кредитоспособности правительства

Европейский долговой кризис, или кризис суверенного долга в ряде европейских стран — долговой кризис, охвативший в 2010 году сначала периферийные страны Евросоюза (Греция, Ирландия), а затем распространившийся практически на всю зону евро. Источником кризиса называют кризис рынка гособлигаций в Греции осенью 2009 года. Для некоторых стран еврозоны стало сложным или невозможным рефинансирование государственного долга без помощи посредников.
С конца 2009 года из-за роста величины задолженности государственного и частного сектора по всему миру и одновременного понижения кредитных рейтингов ряда стран ЕС инвесторы стали опасаться развития долгового кризиса. В разных странах к развитию долгового кризиса привели различные причины: где-то кризис был вызван оказанием экстренной правительственной помощи компаниям банковского сектора, находившимся на грани банкротства из-за роста рыночных пузырей, или попытками правительства провести стимулирование экономики после того, как рыночные пузыри лопнули. В Греции рост величины госдолга был вызван расточительно высоким уровнем заработной платы госслужащих. Развитию кризиса способствовала и структура еврозоны (валютный, а не бюджетно-налоговый союз), которая также негативно отразилась на возможности руководства европейских стран реагировать на развитие кризиса: в странах — членах еврозоны есть единая валюта, но нет единого налогового и пенсионного законодательства. Примечательно, что из-за того, что в собственности европейских банков находится значительная доля государственных облигаций стран, сомнения в платёжеспособности отдельных стран приводят к сомнениям в платёжеспособности их банковского сектора и наоборот.
Начиная с 2010 года опасения инвесторов начали усиливаться. 9 мая 2010 года министры финансов лидирующих стран Европы отреагировали на изменение инвестиционной обстановки созданием Европейского фонда финансовой стабильности (ЕФФС) с ресурсами размером в 750 млрд евро для обеспечения финансовой стабильности в Европе за счёт осуществления ряда антикризисных мер. В октябре 2011 года и феврале 2012 года лидерами еврозоны были согласованы меры предотвращения экономического краха, в том числе было заключено соглашение о списании банками 53,5 % долговых обязательств правительства Греции, принадлежащих частным кредиторам, увеличение объёмов средств Европейского фонда финансовой стабильности до около 1 трлн €, а также повышение уровня капитализации европейских банков до 9 %. Также с целью повышения доверия инвесторов представителями стран — лидеров ЕС было заключено соглашение о бюджетно-налоговой стабильности (Европейский фискальный договор), в рамках которого правительство каждой страны принимало на себя обязательства по внесению в конституцию поправок об обязательности сбалансированного бюджета.
В то время как объёмы выпуска государственных облигаций существенно возросли лишь в нескольких странах еврозоны, рост государственной задолженности стал восприниматься как общая проблема всех стран евросоюза в целом. Тем не менее, европейская валюта остаётся стабильной. На три страны, в наибольшей степени затронутых кризисом (Греция, Ирландия и Португалия), приходится 6 процентов валового внутреннего продукта (ВВП) еврозоны.
В июне 2012 года долговой кризис Испании вышел на первый план среди экономических проблем еврозоны. Это привело к резкому увеличению ставки доходности государственных облигаций Испании и значительно ограничило доступ страны к рынкам капитала, что привело к необходимости оказания финансовой помощи испанским банкам и проведения ряда других мер.

## Исторические прецеденты
Латинский валютный союз, объединявший с 1865 по 1927 годы целый ряд стран Европы, был распущен из-за накопившихся финансово-экономических и кредитных проблем. Как и в современном ЕС, кризис Латинского валютного союза начался с долговых проблем Греции, которая тогда была из него исключена, но затем восстановлена в правах накануне его роспуска.

## Хронология

### 2010
Во второй половине 2009 года среди инвесторов начало распространяться беспокойство относительно кризиса государственных заимствований ряда европейских стран. Его значительный рост к началу 2010 года всё более затруднял рефинансирование греческих, ирландских и португальских задолженностей. Указанные кризисные явления сначала распространились среди таких стран еврозоны, как Греция, Ирландия, Италия, Испания и Португалия, а потом перекинулись и на другие страны ЕС, в том числе находящиеся вне зоны обращения евро. Исландия, пережившая очень глубокий кризис в 2008 году, в ходе которого подверглась коллапсу вся банковская система страны, на этот раз пострадала от кризиса в меньшей степени, отчасти благодаря решению не выплачивать долги иностранным банкам. Это непростое решение было принято в ходе национального референдума. В странах, входящих в ЕС, особенно в тех, что по примеру США проводили массивные вливания в банковскую систему для её спасения, стремительно росла долговая нагрузка на государственные финансы. Именно затруднения государств своевременно выплачивать проценты и «тело» кредитов без дальнейших, всё возрастающих заимствований привели к росту разрыва в доходности по облигациям и стоимости CDS между вышеназванными странами и другими членами ЕС, в первую очередь по сравнению с эталоном надёжности — Германией.
Панику среди инвесторов вызвало массовое снижение рейтингов стран ЕС. 9 мая 2010 года Совет министров финансов ЕС постановил сформировать специализированный резервный фонд размером (изначально) в 750 млрд евро, основной целью которого является обеспечение финансовой стабильности на европейском континенте — Европейский фонд финансовой стабильности (EFSF).
2 мая 2010 года страны еврозоны и Международный валютный фонд договорились о 110-миллиардном кредите для Греции, который должен был сопровождаться очень жёсткими мерами экономии. Сразу же после этого был предоставлен 85-миллиардный пакет для Ирландии и 78-миллиардный план по выкупу государственных долговых бумаг Португалии. Все эти шаги имели своей целью остановить распространение кризиса, начавшегося в Греции и распространявшегося по всему континенту.

### 2011

PIGS: Португалия, Италия, Греция и Испания
PIIGS: с Ирландией
Great PIIGS или PIIGGS: с Великобританией

Несмотря на принимавшиеся меры, проблемы нескольких стран-участниц превращались в системный кризис всей еврозоны. В мае 2011 греческий государственный долг оказался в центре внимания всего мира. Греческое общество в подавляющем большинстве отвергало любые предложения, направленные на экономию государственных средств, выражая своё недовольство забастовками и уличными акциями протеста, переходившими в беспорядки. В конце июня 2011 греческое правительство направило в парламент законопроекты, предусматривавшие экономию бюджетных средств в размере 28 миллиардов евро в течение следующих 5 лет. В случае принятия предложенных изменений грекам обещали предоставить 12 миллиардов евро из общеевропейского фонда. Без указанного денежного вливания правительство Греции было бы вынуждено объявить о банкротстве уже в середине июля 2011 года. Вместе усилия по выходу из кризиса были восприняты неоднозначно. Так, греческая оппозиция восприняла действия немецкого канцлера Меркель как фашистские. Та же Меркель сообщила (17 ноября), что одни кредиты ЕЦБ не способны разрешить кризис, необходима и политическая воля
В конце октября 2011 года на саммите ЕС лидеры стран — участниц еврозоны одобрили пакет мер, которые должны остановить неудержимый рост государственных долгов. Были приняты решения о списании 50 % долгов Греции, увеличении EFSF до 1 трлн € и доведении минимального порога собственного капитала европейских банков до 9 %.

### 2012
В феврале рейтинговые агентства понизили рейтинги многих европейских стран и финансовых организаций, однако реакция рынков на данную информацию была не явной.
Международное рейтинговое агентство Fitch Ratings полагает, что Греция в конечном итоге объявит дефолт. Об этом сообщил эксперт агентства Эдвард Паркер на конференции в Стокгольме.
Это всё равно случится. Греция — несостоятельный должник, она неплатёжеспособна и объявит дефолт. Это не должно стать сюрпризом», — пояснил он, уточнив, что речь будет идти, скорее всего, о контролируемом дефолте, передаёт Reuters.
С течением времени антигерманские настроения в греческом обществе становятся всё более выраженными, используются символы, считавшиеся раньше недопустимыми; высказываются даже опасения, что такая нетерпимость может ухудшить имидж страны в глазах туристов.

### 2013
В 2013 году совокупный дефицит бюджета 17 стран еврозоны опустился до 2,9 % ВВП с 3,6 % ВВП в 2012 году — впервые с 2008 года бюджетный дефицит стран еврозоны упал ниже таргетируемого уровня в 3 % ВВП. Госдолг стран еврозоны в конце 2013 года составил рекордные 90,9 % ВВП (9,008 трлн евро) по сравнению с 89 % в конце 2012 года.

## Причины возникновения кризиса

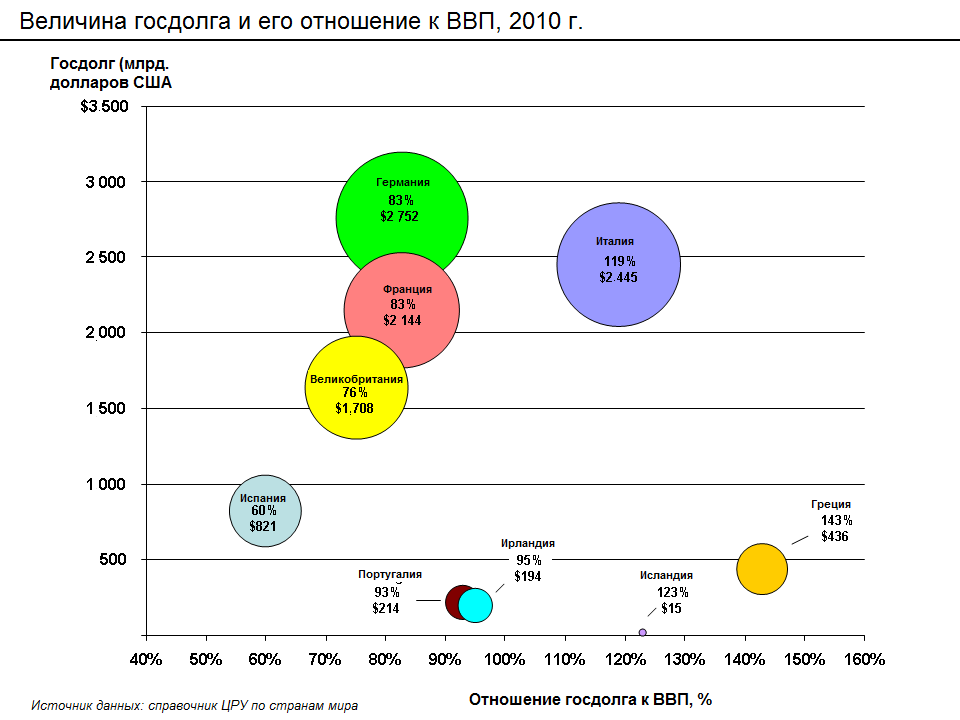
Величина госдолга ряда стран ЕС и его отношение к ВВП (2010 г.)

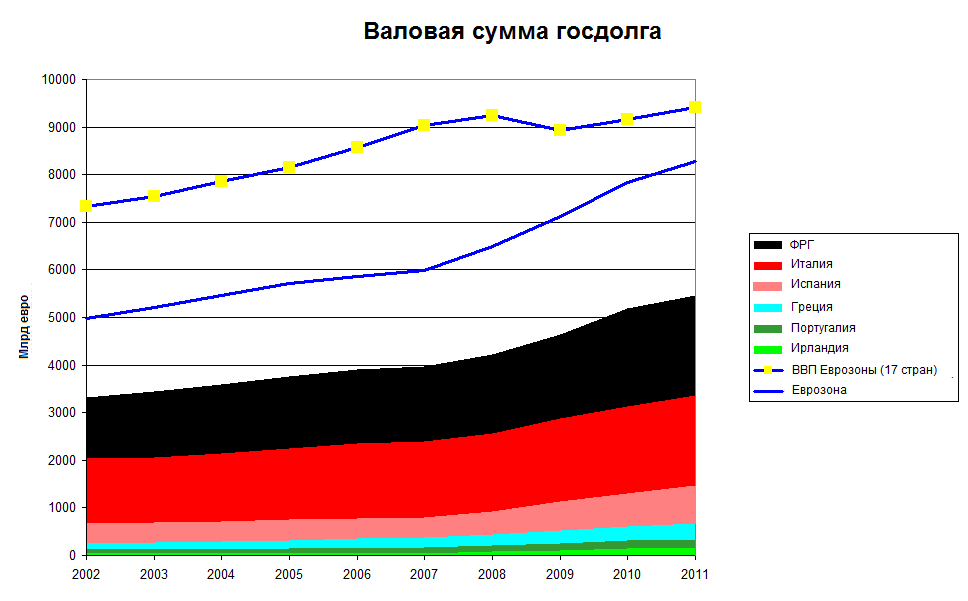
Величина госдолга стран еврозоны, Германии и стран, в наибольшей степени затронутых долговым кризисом, по сравнению со средней величиной ВВП еврозоны

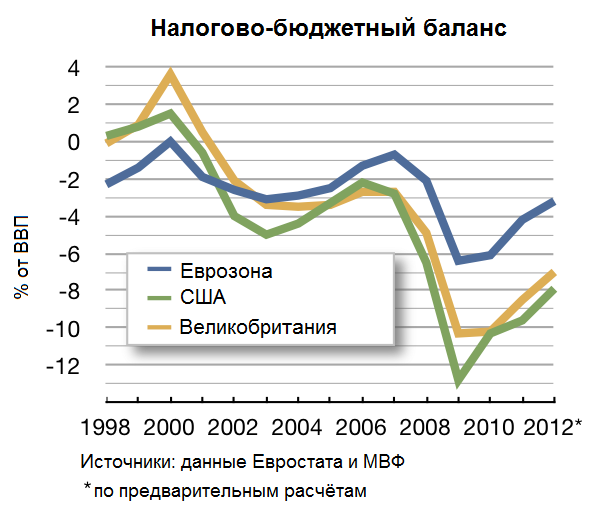
Бюджетный дефицит стран еврозоны по сравнению с дефицитом Великобритании и США

Развитие европейского долгового кризиса стало возможным из-за одновременного воздействия ряда сложных факторов, среди которых: глобализация финансового рынка; лёгкость доступа к кредитам в 2002—2008 гг.; мировой финансовый кризис 2007—2012 г.; дефицит торговых балансов ряда стран; впоследствии лопнувшие пузыри на рынках недвижимости; низкие темпы экономического роста с 2008 г. по настоящее время; провал мер налогово-бюджетной политики, направленных на регулирование величины государственных доходов и расходов; широкое распространение практики оказания государственной экстренной финансовой помощи банковским отраслям и частным держателям облигаций, выкуп долгов или перенос убытков частного сектора на налогоплательщиков.
Взаимосвязь стран в рамках глобальной финансовой системы приводит к тому, что если одна страна не выполняет обязательства по выплатам, или если из-за начала экономического спада частный сектор страны не в состоянии произвести выплаты по части внешних долговых обязательств, то это приводит к убыткам банковской системы страны-кредитора. Это называется финансовой цепной реакцией.
Греции удалось скрыть рост госдолга и ввести в заблуждение ответственных должностных лиц ЕС благодаря использованию производных ценных бумаг, которые были разработаны несколькими крупными банками.

### Рост госдолга
В 1992 г. представители стран — членов Европейского союза подписали Маастрихтский договор, согласно условиям которого они обязались ограничить величину бюджетного дефицита и уровень государственного долга. Однако ряд стран, включая Грецию и Италию, смог обойти эти правила и скрыть уровень дефицита и задолженностей при помощи сложных сделок по валютным и кредитным производным ценным бумагам.

Величина госдолга в % от ВВП (2010 г.)

Начало долгового кризиса нельзя объяснить наличием одной страны с высоким уровнем задолженности. По данным аналитического агентства журнала «Экономист», бюджетный дефицит в зоне евро в целом намного ниже, чем в США, а отношение государственного долга к ВВП в еврозоне в 2010 г. составляло 86 %, то есть было приблизительно на том же уровне, что и в США. Кроме того, уровень задолженности частного сектора в еврозоне заметно ниже, чем в т. н. странах англо-саксонского капитализма.

### Нарушение равновесия платёжного баланса

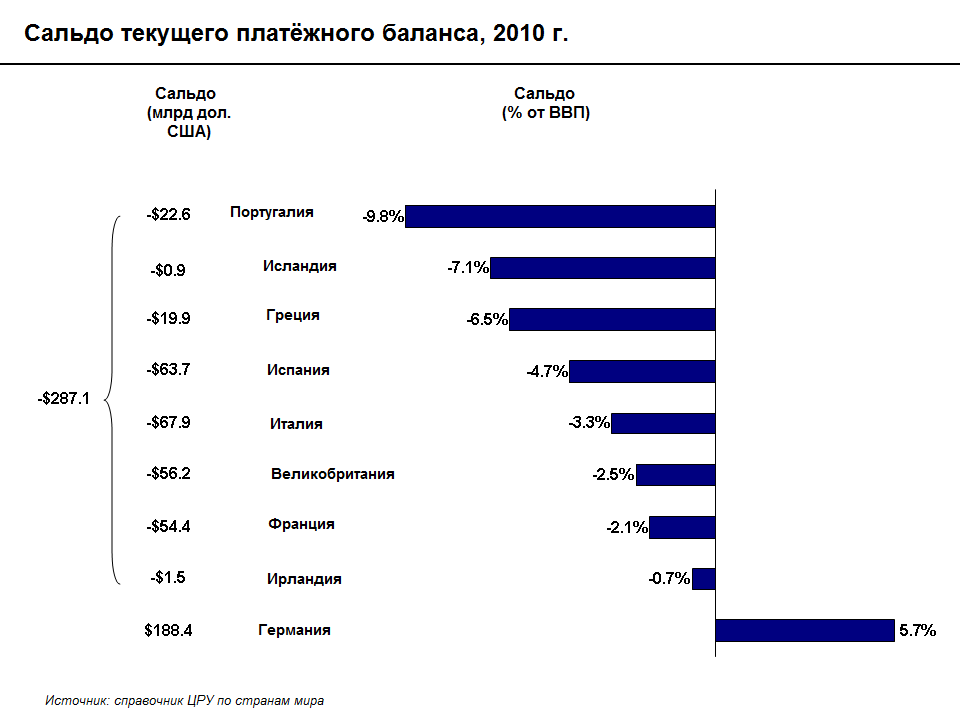
Отношение текущего торгового баланса к ВВП (2010 г.)

Некоторые специалисты, например, журналист «Файнэншл таймс» Мартин Вулф, утверждают, что причиной Европейского долгового кризиса стал дефицит платёжного баланса ряда стран. Он отмечает, что в преддверии кризиса, с 1999 по 2007 г., в Германии отношение государственного долга и дефицита бюджета к ВВП было значительно ниже, чем у наиболее пострадавших от кризиса стран — членов еврозоны. В тот же период внешнеторговый баланс этих стран (Португалия, Ирландия, Италия и Испания) был менее сбалансированным, чем у Германии; начиная 1999 г. в Германии наблюдался профицит внешнеторгового баланса, в Италии, Франции и Испании его дефицит.
Изменение сравнительной стоимости рабочей силы также может повлиять на величину торгового дефицита: так, из-за роста сравнительной стоимости рабочей силы в странах Южной Европы снизилась конкурентоспособность этих стран на мировом рынке, что привело к росту дефицита платёжных балансов. Например, с 2001 г. удельные издержки на рабочую силу в Италии по сравнению с удельными издержками в Германии выросли на 32 %. В Греции в последнее десятилетие удельные издержки на рабочую силу также росли значительно быстрее, чем в Германии. Стоимость рабочей силы выросла больше, чем в Германии, в большинстве стран ЕС. Это привело к снижению конкурентоспособности тех стран, которые допустили «опережение роста производительности ростом заработной платы». Хотя эффективность ограничения роста стоимости рабочей силы является спорным методом контроля равновесия платёжного баланса, он безусловно способствовал сохранению безработицы в Германии на сравнительно низком уровне. Сравнительно недавно торговый баланс Греции стал несколько более уравновешенным; с 2011 по 2012 г. импорт упал на 20,9 %, а экспорт вырос на 16,9 %, что привело к сокращению дефицита на 42,8 %.

### Структурные проблемы еврозоны
Структура еврозоны является противоречивой: она является исключительно валютным (то есть страны объединяет единая валюта), а не налогово-бюджетным союзом (то есть страны сохраняют раздельные системы налогообложения, пенсионные фонды и бюджеты). В рамках еврозоны странам предлагается следовать общему курсу финансовой политики, но при этом нет общего казначейства, которое контролировало бы его осуществление. Таким образом, страны, объединённые единой кредитно-денежной политикой сохраняют независимость налогообложения и госрасходов в рамках налогово-бюджетной политики. Поэтому, хотя и существует ряд соглашений по кредитно-денежной политике и общий орган её осуществления (ЕЦБ), страны — члены еврозоны могут быть не в состоянии (или могут просто отказаться) следовать ей. Сложность осуществления контроля и регулирования деятельности национальных финансовых организаций привели к тому, что периферийные страны еврозоны, в особенности Греция, стали получать определённые бесплатные выгоды за счёт своей налогово-бюджетной политики. Кроме того, структура еврозоны делает крайне сложным оперативное вмешательство, подобное может привести к невозможности предотвращения развития экономической цепной реакции.
Кроме того, по данным на июнь 2012 г., в еврозоне не существует и «банковского союза», то есть нет общего подхода к решению вопросов страхования банковских вкладов, принципов банковского надзора или общей методики проведения рекапитализации или ликвидации банков, испытывающих финансовые затруднения. Страхование банковских вкладов помогает избежать ситуации панического изъятия банковских вкладов. Рекапитализация — это предоставление денежных средств банкам для осуществления выплат по обязательствам и дальнейшего предоставления кредитов; в США рекапитализация банков осуществлялась в 2008 г. в рамках программы выкупа проблемных активов.

### Негибкая кредитно-денежная политика
Поскольку все члены еврозоны обязаны придерживаться единой кредитно-денежной политики, отдельные страны больше не могут осуществлять эмиссию национальной валюты для того, чтобы производить выплаты по обязательствам перед кредиторами или уменьшить риск дефолта.
Более того, в обратном направлении, в случае девальвации валюты потери несут держатели активов в обесценившейся валюте. Так, к концу 2011 г. инвесторы из еврозоны из-за падения курса фунта стерлингов на 25 % по отношению к евро и роста инфляции на 5 % потерпели убытки в размере около 30 % стоимости погашения государственных облигаций Великобритании.

### Потеря доверия инвесторов

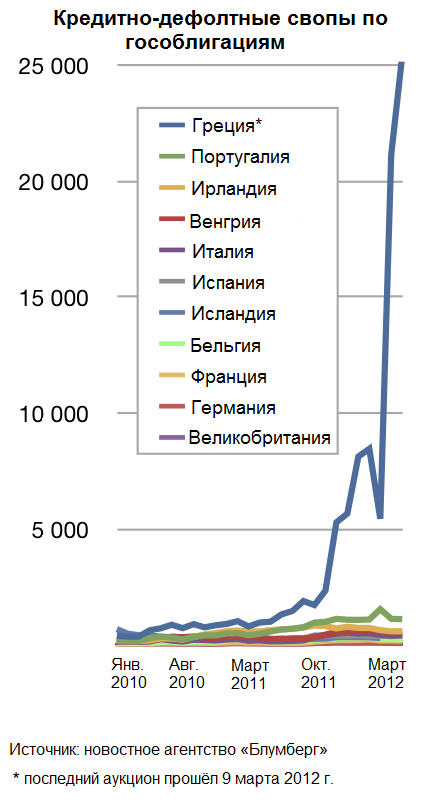
Цены на кредитно-дефолтные свопы по гособлигациям ряда европейских стран (2010—2011). Значения на оси y приводятся в базисных пунктах (1000 означает 1 млн $ для страховки 10 млн $ на 5 лет)

До наступления кризиса как в банковской отрасли, так и среди представителей регулирующих органов считалось, что государственные облигации стран еврозоны не несут риска дефолта.
С началом кризиса стало очевидным, что облигации Греции и, возможно, других стран являются более рискованными инвестициями, чем ранее предполагалось. Помимо отсутствия информации о величине риска дефолта по европейским гособлигациям, развитию кризиса способствовал конфликт интересов банков, занимавшихся оценкой вероятности погашения кредитов. Как правило, потеря доверия к государственным облигациям приводит к росту стоимости кредитно-дефолтных свопов, отражая представление участников рынка о кредитоспособности стран (см. диаграмму).
В странах еврозоны со слабой экономикой, таких как Греция и Испания, многие жители предпочли снять все свои деньги с банковских счетов, поскольку хотя банковские депозиты в еврозоне и застрахованы, но только на национальном уровне. Маловероятно, что в случае банкротства испанских банков правительство будет в состоянии сразу произвести выплаты по вкладам в полном размере, по крайней мере, в евро; при этом многие опасаются того, что будет принято решение о возвращении к национальной валюте. Поэтому считается, что гораздо безопаснее размещать вклады в евро в голландских, немецких или австрийских банках, а не в банках Греции или Испании.
По состоянию на июнь 2012 г. банковские системы многих европейских стран, в особенности Испании, испытывали значительные затруднения. Поскольку было известно, что ряд банков нуждался в дополнительном капитале, многие руководители банков подозревали другие банки в сокрытии убытков, что привело к кризису доверия в банковской отрасли, почти полной остановке торговой активности на капитальных рынках и прекращению межбанковского кредитования
В июне 2012 г., после того как курс евро упал на рекордную величину и инвесторы продолжали ожидать его дальнейшего падения, во многих СМИ появились заметки о том, как состоятельные жители еврозоны начали выводить свои активы за её пределы. Марио Драги, президент ЕЦБ, призвал к созданию интегрированной европейской системы страхования банковских депозитов; впрочем, для этого политическим органам Европы придётся найти эффективные решения для проблем, которые не входят в сферу полномочий ЕЦБ. По данным на 6 июня 2012 г. лидеры стран еврозоны рассматривали возможность проведения интеграции банковских систем

## Ход развития кризиса
В первые несколько недель 2010 г. инвесторы вновь были обеспокоены величиной государственного долга европейских стран, что привело к дальнейшему повышению процентных ставок по государственным облигациям стран с наиболее высокими уровнями госдолга, бюджетного дефицита и дефицита текущего платёжного баланса. Это привело к тому, что привлечение средств для дальнейшего финансирования бюджетного дефицита и осуществления выплат по существующим задолженностям стало затруднительным для ряда стран, в случае низких темпов экономического роста и в тех случаях, когда значительная часть государственных облигаций находилась в руках иностранных кредиторов, как в Греции и Португалии.
Для того, чтобы обеспечить рост доверия, должностные лица прибегли к политике строгой экономии (то есть повышению налогов и снижению расходов), что привело к недовольству населения, массовым беспорядкам и началу жарких споров среди экономистов об адекватности принятых мер: многие экономисты выступают за увеличение государственных расходов (то есть рост бюджетного дефицита) во время экономического спада. Кризис доверия, особенно по отношению к тем странам, где дефицит государственного бюджета и величина госдолга резко возросли, привёл к росту разниц в уровнях доходности государственных облигаций и стоимости страхования риска по кредитно-дефолтным свопам этих стран и других государств — членов ЕС, прежде всего Германии. По некоторым оценкам, к концу 2011 г. долговой кризис принёс Германии прибыль в более чем 9 млрд €, так как инвесторы предпочитали покупать не несущие риска облигации ФРГ с процентной ставкой, близкой к нулю.
В то время как правительство Швейцарии также получило прибыль от продажи гособлигаций, кризис нанёс ущерб экспортному сектору страны, поскольку значительный приток иностранного капитала привёл к росту курса швейцарского франка. В сентябре 2011 г. представители Швейцарского национального банка заявили, что «больше не будет допускаться падение обменного курса евро по отношению к франку ниже минимальной ставки 1,20 франка», что практически означало ослабление швейцарского франка. Это стало крупнейшим вмешательством банка с 1978 г..

### Греция

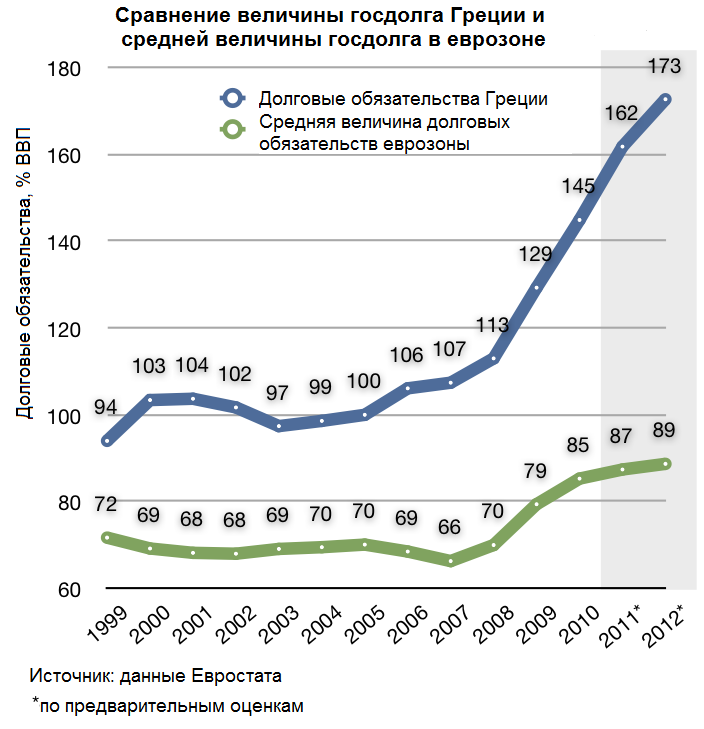
Процентное отношение госдолга Греции к ВВП начиная с 1999 г. по сравнению со средней величиной госдолга в еврозоне.

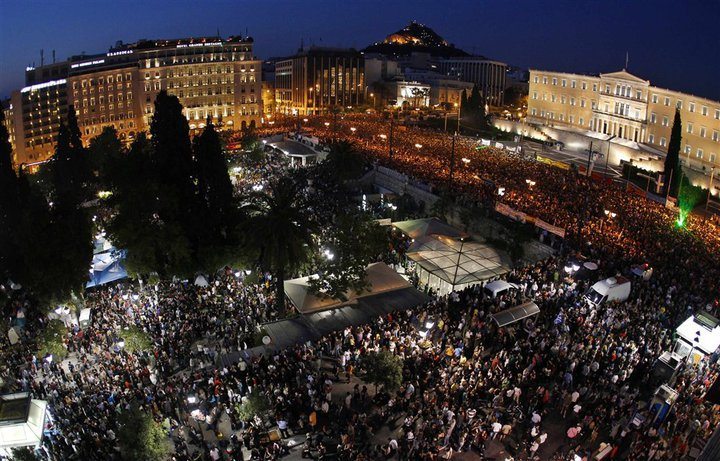
Массовый протест (100 тыс. человек) против политики экономии перед парламентом Греции в Афинах, 29 мая 2011 г.

В начале и середине 2000-х экономика Греции являлась одной из наиболее быстро растущих в еврозоне; поэтому члены правительства не считали необходимым уменьшать существовавший структурный бюджетный дефицит, в том числе высокие расходы на оборонную отрасль, обусловленные традиционно враждебным отношением к Турции. После начала мирового экономического кризиса в конце 2000-х Греция оказалась в особенно тяжёлом положении, в первую очередь из-за того, что основные отрасли промышленности Греции (морские перевозки и туризм) крайне чувствительны к изменениям бизнес-цикла. Из-за ухудшения экономической конъюнктуры долговые обязательства страны начали быстро расти.
23 апреля 2010 г. греческое правительство попросило ЕС и Международный валютный фонд (МВФ) о выдаче первоначального займа для покрытия финансовых нужд на оставшуюся часть 2010 г. в размере €45 млрд.. Несколькими днями позже агентство «Стандард энд пурс» из-за увеличения вероятности дефолта страны понизило рейтинг государственных облигаций Греции до BB+, или до категории «мусорных облигаций» (то есть по прогнозам агентства держатели облигаций могли потерять от 30 до 50 % своих инвестиций), после чего упал курс евро, а также произошёл крах рынков ценных бумаг по всему миру.
1 мая 2010 г. греческое правительство объявило о вступлении в действие ряда мер жёсткой экономии, соблюдение которых должно было сделать возможным получение кредита в €110 млрд сроком на три года. В ответ по всей Греции прошла волна массовых протестов. ЕС, ЕЦБ и МВФ в октябре 2011 г. объявили о возможности предоставления Греции второго кредита в 130 млрд евро при условии осуществления дополнительных мер экономии и принятия соглашения по реструктуризации долга. Ко всеобщему удивлению, премьер-министр Греции Георгиос Папандреу в ответ объявил о проведении референдума по новому плану экстренной финансовой помощи в декабре 2011 г.. Вскоре из-за сильного давления со стороны других стран-членов ЕС, которые угрожали отказаться от предоставления кредита в 6 миллиардов евро, который был необходим Греции к середине декабря, он был вынужден отказаться от этого плана. 10 ноября 2011 г. Папандреу предпочёл подать в отставку после заключения соглашения с партией «Новая демократия» и партией «Народный православный призыв» о назначении технократа Лукаса Пападимоса, не являющегося членом парламента, новым премьер-министром временного правительства национального единства, ответственным за осуществление жёстких мер экономии, необходимых для получения второго кредита.
До настоящего времени все реализованные меры экономии помогли Греции снизить исходный дефицит (за вычетом процентных платежей) с €24,7 миллиардов (10,6 % ВВП) в 2009 г. до всего €5,2 миллиардов (2,4 % ВВП) в 2011 г.. Побочным эффектом политики жёсткой экономии стало усугубление в 2010 и 2011 гг. экономического спада, начавшегося в октябре 2008 г..
Главным инструментом режима экономии является увеличение налогового бремени, которое наносит ущерб частному сектору и экономике в целом Больше всего ВВП Греции сократился в 2011 г. (на 7,1 %), когда объём промышленного производства после сезонных корректировок оказался на 28,4 % ниже, чем в 2005 г., и 111 тыс. греческих компаний потерпели банкротство (на 27 % выше, чем в 2010 г.). В результате сезонный скорректированный уровень безработицы вырос с 7,5 % в сентябре 2008 г. до рекордно высокого уровня 19,9 % в ноябре 2011 г., а уровень безработицы среди молодёжи за тот же период вырос с 22,0 % до 48,1 % .
В целом доля населения, входящего в «группу риска социальной изоляции или нищеты», в течение первых двух лет кризиса практически не увеличилась. Число жителей страны в этой категории составляло 27,6 % в 2009 г. и 27,7 % в 2010 г. (только немногим выше, чем в среднем по всем 27 странам ЕС — 23,4 %), но по некоторым оценкам в 2011 г. этот показатель резко вырос до более чем 33 %. В феврале 2012 г. сотрудник МВФ, ведущий переговоры по осуществлению мер экономии с правительством Греции, признал, что чрезмерное сокращение расходов наносит ущерб стране.
Некоторые эксперты утверждают, что наилучшим вариантом для Греции и всего ЕС будет проведение «организованного дефолта», позволяющего стране выйти из еврозоны и вернуться к использованию национальной валюты со сниженным курсом (драхмы). По их мнению, том случае, если Греция предпочтёт продолжать использовать евро, экономические и политические последствия будут разрушительными. По словам представителей японской финансовой компании «Номура», выход Греции из ЕС может привести к девальвации новой драхмы на 60 %. По мнению аналитиков банка «Бэ-эн-пе париба», выход Греции из ЕС может привести к таким тяжёлым последствиям, как сокращение ВВП Греции на 20 %, увеличение отношения госдолга к ВВП страны до более чем 200 %, резкий рост уровня инфляции до 40-50 %. Специалисты финансового конгломерата «Ю-би-эс» придерживаются мнения, что страну, выходящую из ЕС, могут поразить гиперинфляция, массовое изъятие вкладчиками депозитов из банков «и даже государственные перевороты и гражданская война».
В конце концов в феврале 2012 г. для предотвращения развития событий по подобному сценарию руководство ЕС, МВФ и ЕЦБ согласилось предоставить второй пакет экстренной финансовой помощи объёмом в €130 миллиардов, при условии осуществления правительством дополнительных мер жёсткой экономии (уменьшение греческих расходов на €3,3 миллиарда в 2012 г. и ещё на €10 миллиардов в 2013 г. и 2014 г.). Впервые в соглашение об оказании финансовой помощи также вошло соглашение с частными держателями греческих государственных облигаций (банками, страховщиками и инвестиционными фондами) о проведении реструктуризации долга, «добровольном» обмене государственных облигаций с номинальным списанием 53,5 % на краткосрочные облигации Европейского фонда финансовой стабильности и греческие облигации нового выпуска с более низкими процентными ставками и сроком возврата, продлённым до 11-30 лет (независимо от предыдущих сроков).
Это стало самым значительным соглашением по реструктуризации долга на мировом уровне: общая стоимость гособлигаций Греции составляла €206 млрд. Величина списанных долговых обязательств составила €107 млрд, после чего в марте 2012 г. уровень греческой задолженности упал с примерно €350 миллиардов до €240 миллиардов, а величина прогнозируемых долговых выплат упала до более реалистичного размера — 117 % от ВВП, несколько ниже, чем по первоначальным оценкам (120,5 %).
9 Марта 2012 г. Международной ассоциацией по свопам и деривативам было опубликовано коммюнике, в котором соглашение о реструктуризации долга было названо «ключевым событием отрасли», которое приведёт к заключению новых сделок по кредитно-дефолтным свопам. По мнению специалистов журнала «Форбс», реструктуризация долга Греции фактически является дефолтом.
Выполнение условий соглашения подразумевает, что держатели ранее выпущенных греческих облигаций номинальной стоимостью в 1000 евро получат в обмен векселя Европейского фонда финансовой стабильности для частного сектора на сумму 150 евро и греческие облигации нового выпуска на сумму 315 евро, в том числе «ценные бумаги, привязанные к ВВП». Последние представляют собой гарантию увеличения процентной ставки по облигациям в том случае, если экономический рост в Греции будет соответствовать определённым критериям. В то время как рыночная цена обменного портфолио составляет около 21 % от первоначальной номинальной стоимости (15 % для двух видов векселей Европейского стабилизационного фонда — на 1 и 2 г., и 6 % для греческих облигаций нового выпуска на срок от 11 до 30 лет), средний срок погашения пакета «Новых греческих облигаций» немного ниже 10 лет.
В середине мая 2012 г. экономический кризис и неспособность членов партий Греции провести формирование нового правительства после выборов привели к появлению слухов о том, что Греция вскоре покинет еврозону. На финансовых рынках это предположение, которое стало определять поведение игроков мировых финансовых рынков, стали обозначать термином «Grexit». Победа правоцентристских партий в выборах 17 июня 2012 г. позволяет надеяться на то, что новая правительственная коалиция примет решение не покидать еврозону.
Экономика Греции потеряла во 2-м квартале 2012 года 6,2 % относительно уровня аналогичного периода предыдущего года, при этом рецессия в стране продолжилась девятый квартал подряд, отмечает агентство Bloomberg в августе 2012 года. В августе уровень безработицы в Греции составил 24,4 %.

### Ирландия

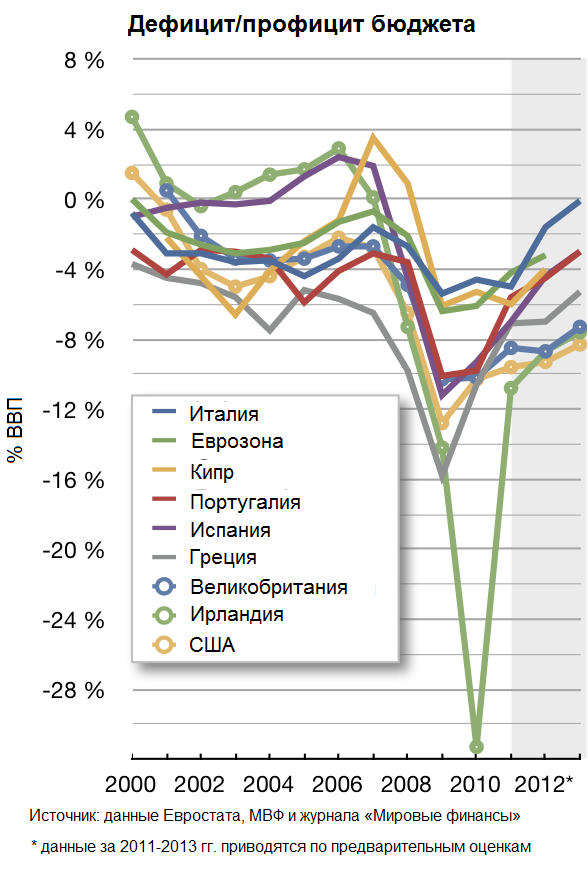
Государственный дефицит Ирландии по сравнению с дефицитами других европейских стран и США (2000—2013 г.)

Ирландский долговой кризис был вызван не избыточными правительственными расходами, а тем, что правительство предоставило гарантии по кредитам. Полученные ирландскими банками средства были главным образом инвестированы в рынок недвижимости и тем самым способствовали росту рыночного пузыря. 29 сентября 2008 г. министр финансов Брайан Ленихэн-младший, сообщил о предоставлении гарантий по вкладам и облигациям этих банков сроком на один год. В сентябре 2009 г. он принял решение о продлении гарантии ещё на один год. Это произошло вскоре после учреждения Национального агентства по управлению активами (National Asset Management Agency, NAMA), которому эти банки передали невозвратные кредиты.

### Португалия
В первой половине 2011 г. правительство Португалии обратилось к представителям МВФ и ЕС с просьбой о предоставлении экстренной финансовой помощи в размере €78 миллиардов для стабилизации системы госфинансирования страны, расшатанную долгим периодом избыточных государственных расходов и чрезмерной бюрократизации государственного аппарата. После того, как было объявлено о предоставлении финансовой помощи, португальскому правительству, возглавляемому Педру Пасуш Коэлью удалось осуществить ряд мер по улучшению финансового положения страны и, согласно общему мнению, начать осуществлять адекватные дополнительные меры. Тем не менее, уровень безработицы вырос до более чем 14,8 %, налоговые ставки были повышены, рост заработной платы государственных служащих низших рангов был остановлен, а заработная плата госслужащих высшего звена была сокращена на 14,3 % в рамках сокращения госрасходов.

### Испания
По сравнению с другими развитыми странами, уровень государственного долга Испании является сравнительно невысоким. Отношение государственного долга к ВВП в 2010 г. составляло всего 60 %, более чем на 20 пунктов меньше, чем в Германии, Франции или США и более чем на 60 пунктов меньше, чем в Италии, Ирландии или Греции. Роста госдолга удалось избежать в первую очередь благодаря налоговым поступлениям от сделок на рынке недвижимости, объёмы которых росли благодаря росту рыночного пузыря. На протяжении почти десятилетия правительство Испании могло финансировать рост госрасходов без увеличения государственных обязательств за счёт этих налоговых поступлений. Как и в Италии, в Испании большая часть государственных облигаций принадлежит инвесторам внутри страны; кроме того, финансовое положение обеих стран лучше, чем у Греции и Португалии. Таким образом, дефолт этих стран маловероятен без значительного ухудшения экономической ситуации.

### Кипр
В сентябре 2011 г. после понижения рейтинга государственных облигаций Кипра всеми крупными рейтинговыми агентствами, вызванного разрушительным взрывом на электростанции в июле и недостаточно быстрым проведением бюджетно-финансовой и структурной реформ, уровень доходности долгосрочных гособлигаций этого небольшого острова с населением 840 тыс. человек поднялся выше 12 %. Начиная с января 2012 г., дефицит бюджета и рефинансирование срочных долговых обязательств Кипра осуществляется на средства, полученные по экстренному кредиту в €2,5 миллиарда, выданному Россией. Процентная ставка по кредиту составляет 4,5 %, его срок — 4,5 г., хотя и ожидается, что Кипр сможет самостоятельно финансировать свои расходы к первому кварталу 2013 г.. 12 июня 2012 г. в репортажах в финансовых СМИ утверждалось, что вскоре правительство Кипра вновь обратится за финансовой помощью. Несмотря на то, что население страны и масштабы её экономики невелики, оффшорная банковская отрасль Кипра является значительной по величине. 25 июня 2012 г. правительство Кипра обратилось за финансовой помощью из ЕФФС или Европейского стабилизационного механизма. Ожидается, что в соглашение о предоставлении финансовой помощи будут включены условия о проведении налогово-бюджетной реформы. Обращению за экстренной помощью предшествовало понижение кредитного рейтинга гособлигаций Кипра до BB+ агентством «Фитч», которое произошло также 25 июня 2012 г. Из-за этого государственные облигации Кипра не могут быть приняты ЕЦБ в качестве обеспечения.
13 марта 2012 г. агентство «Мудис» понизило кредитный рейтинг Кипра до категории «мусорных облигаций», предупреждая о том, что правительству Кипра придётся обеспечить приток нового капитала в банки страны для покрытия убытков по обмену облигаций Греции. Банки Кипра владели значительным количеством греческих облигаций, и потому пострадали от изменения их стоимости. По информации «Файнэншл таймс» на 25 июня 2012 г., в собственности банков Кипра находятся долговые обязательства частного сектора Греции на сумму €22 млрд.

### Возможное распространение кризиса на другие страны

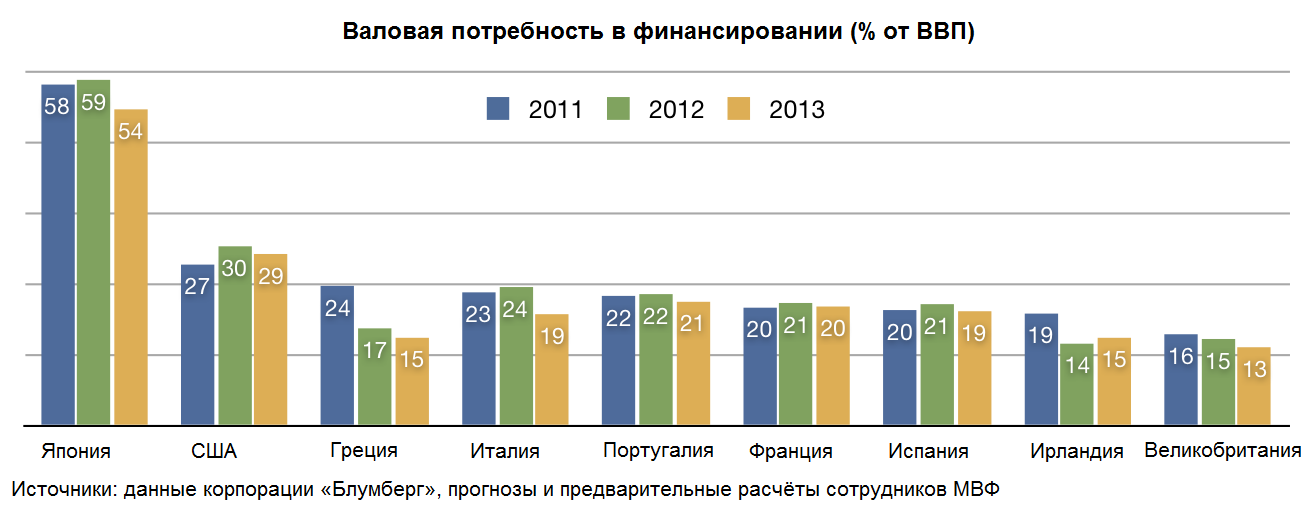
Валовая потребность отдельных стран в финансовых инвестициях (% от ВВП), 2011—2013 гг.

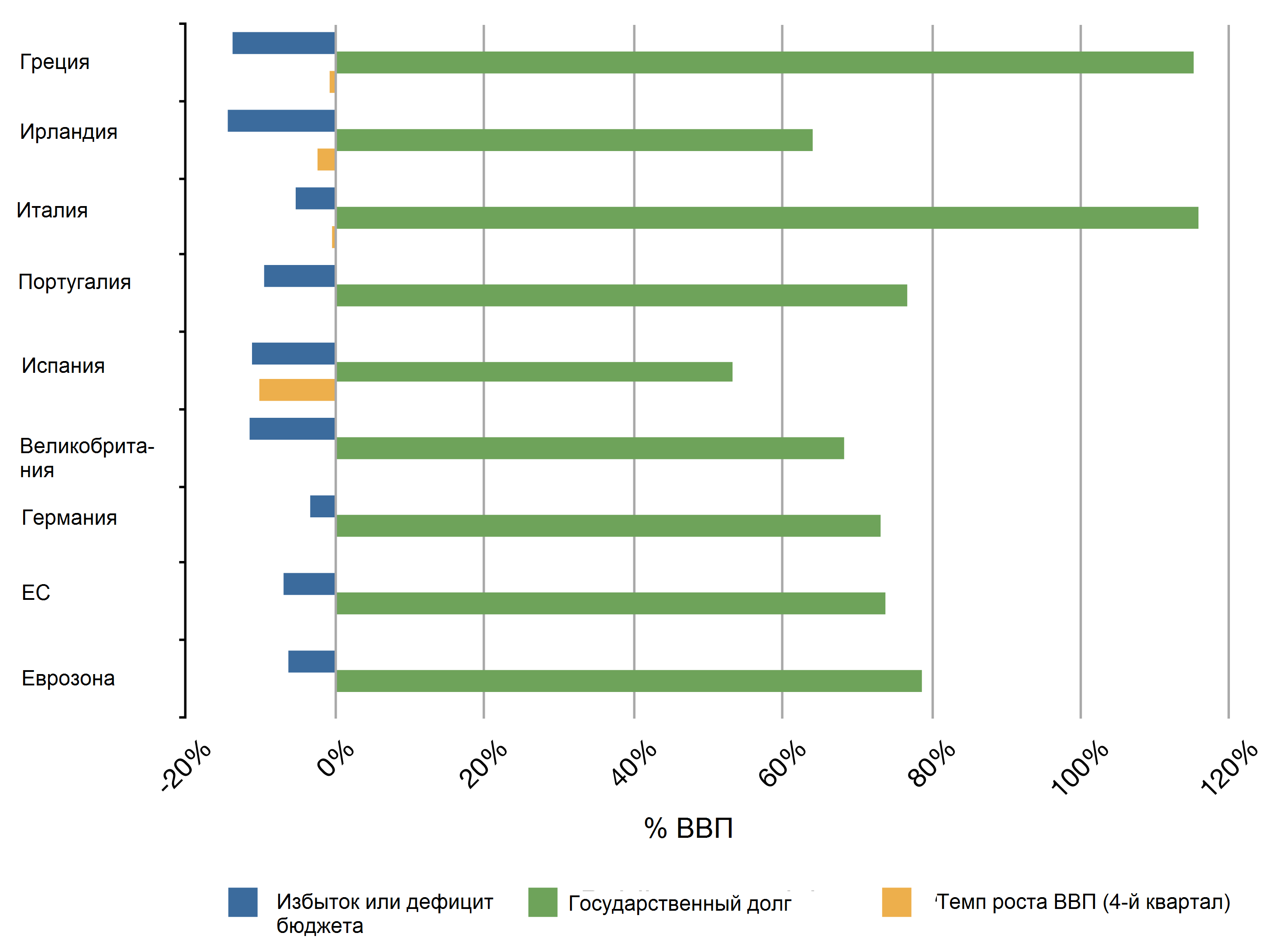
Экономические показатели Португалии, Италии, Ирландии, Греции, Великобритании, Испании, Германии, ЕС и еврозоны за 2009 г.

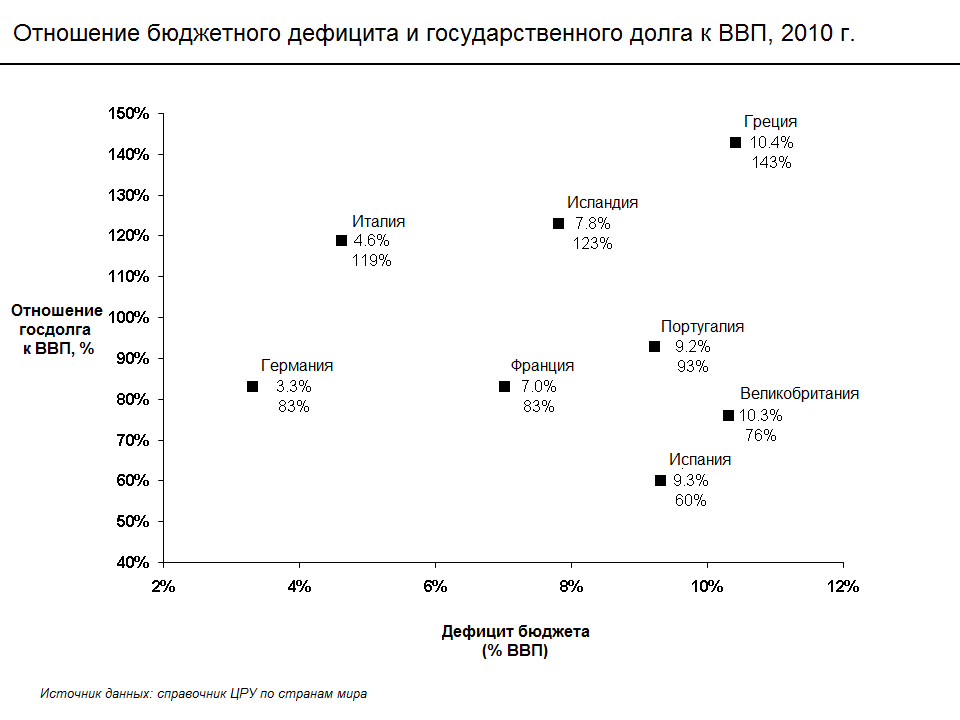
Отношение бюджетного дефицита и госдолга к ВВП, отдельные европейские страны, 2010 г.

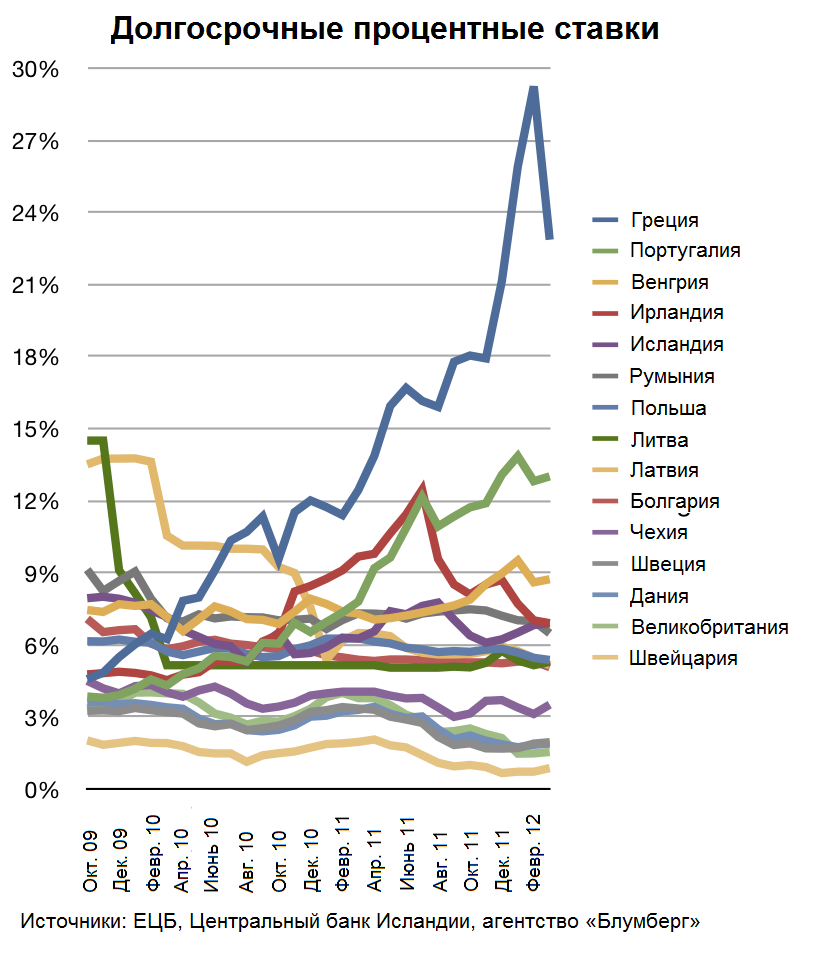
Долгосрочные процентные ставки ряда европейских стран. Примечательно, что в странах со слабой экономикой, не входящих в еврозону, например, Венгрии и Румынии, не произошло резкого роста процентных ставок, характерного для стран еврозоны со слабой экономикой.

Одним из главных опасений до оказания экстренной финансовой помощи странам было распространение кризиса на некоторые другие страны после потери инвесторами уверенности в их кредитоспособности. По словам представителя комитета по финансовой политике банка Англии, «На рынке сохраняется озабоченность величиной бюджетного дефицита ряда стран еврозоны и вероятностью распространения кризиса на банковские системы». Помимо Ирландии, где правительственный дефицит в 2010 г. составил 32,4 % ВВП, и Португалии (9,1 % ВВП), другие страны, например Испания (9,2 %), также находятся в зоне риска.
Согласно прогнозу Организации экономического сотрудничества и развития (ОЭСР), в 2010 г. 30 стран-членов ОЭСР получат от продажи государственных облигаций средства в размере $16 трлн. На выплаты по обязательствам стран еврозоны понадобится в общей сложности €1.6 трлн; ожидается, что в этот период в США будут выпущены ценные бумаги на сумму $1,7 триллионов, а в Японии будет необходимым продление сроков выплаты по государственным облигациям на сумму ¥213 трлн. Греция стала ярким примером развитой страны, столкнувшейся с трудностями на финансовых рынках из-за повышения уровня государственной задолженности, но даже такие страны, как США, Германия и Великобритания пережили потенциально опасные моменты спада спроса инвесторов на облигации из-за обеспокоенности состоянием государственных финансов и экономики.

#### Италия
Дефицит бюджета Италии в 2010 г. составил 4,6 % от ВВП, то есть был почти равен дефициту Германии (4,3 %) и был меньше, чем в Великобритании и Франции. Основной бюджет Италии, в котором не учитываются выплаты процентов по кредитам, имеет положительное сальдо. Однако величина госдолга страны возросла почти до 120 % ВВП (в США в 2010 г. она составляла 2,4 триллиона долларов), а темпы экономического роста на протяжении более чем десяти лет были ниже, чем в среднем по ЕС. Это привело к тому, что инвесторы стали считать итальянские государственные облигации более рискованными. С другой стороны, государственные облигации Италии имеют более длительные сроки погашения и значительная доля облигаций принадлежит внутренним инвесторам .
В целом это делает страну более устойчивой в случае финансовых потрясений, а в кредитном рейтинге она занимает позицию выше, чем Франция и Бельгия. В 2012 г. наступит срок осуществления выплат около 300 млрд евро (общая сумма государственного долга Италии составляет 1,9 трлн евро). Поэтому правительство страны в ближайшем будущем будет вынуждено прибегнуть к займам для проведения рефинансирования в значительных объёмах.
15 июля и 14 сентября 2011 г. правительством Италии были приняты законопроекты об осуществлении мер экономии, которые должны освободить средства размером до €124 млрд. Тем не менее, к 8 ноября 2011 г. уровень доходности итальянских облигаций составил 6,74 % для облигаций на 10 лет, а затем поднялся выше 7 %, уровня, который принято считать порогом доступа к финансовым рынкам. 11 ноября 2011 г., после того, как был одобрен законопроект осуществления дальнейших мер экономии и было сформировано правительство с чрезвычайными полномочиями для смены правительства премьер-министра Сильвио Берлускони, доходность облигаций на 10 лет резко упала с 7,5 % до 6,7 %.
Меры экономии включают в себя обязательства по получению средств в размере €15 млрд от продажи недвижимости в последующие три года, увеличению пенсионного возраста на два года до 67 лет к 2026 г., отмене защиты ряда профессий на рынке труда в течение 12 месяцев, а также постепенному сокращению доли государственной собственности в муниципальных компаниях. Временное правительство, которое должно осуществлять новые меры, возглавляет бывший комиссар Европейского союза по вопросам антимонопольной политики Марио Монти.
Как и в других странах, социальные последствия кризиса были тяжёлыми, вплоть до возвращения к использованию детского труда в бедных районах.

#### Бельгия
В 2010 г. государственный долг Бельгии составлял 100 % ВВП страны — третий по величине в еврозоне после Греции и Италии; сомнения в финансовой стабильности банков Бельгии также возникали после крупного финансового кризиса в стране в 2008—2009 гг..
В ноябре 2010 г. из-за роста госдолга Бельгии финансовые аналитики предсказывали, что Бельгия будет следующей страной, затронутой финансовым кризисом. После выборов в июне 2010 г., в которых ни одной партии не удалось получить большинства голосов, представителям партий фламандского сообщества и французского сообщества Бельгии не удалось достичь договорённости о формировании правительства, поэтому в ноябре 2011 г. в стране продолжало работать временное правительство .
Однако дефицит в 5 % ВВП является относительно скромным и доходность государственных облигаций сроком на десять лет в ноябре 2010 г. составляла 3,7 %, то есть по-прежнему была ниже, чем у Ирландии (9,2 %), Португалии (7 %) и Испании (5,2 %). Кроме того, благодаря высокому уровню личных сбережений в Бельгии, правительство Бельгии смогло профинансировать дефицит главным образом за счёт внутренних займов, что делает положение страны менее зависимым от колебаний на международных кредитных рынках. Тем не менее, 25 ноября 2011 г. кредитный рейтинг долгосрочных государственных облигаций Бельгии был понижен агентством «Стандард энд пурс» с AA+ до АА и доходность государственных облигаций сроком на десять лет достигла уровня 5,66 %.
Вскоре после этого бельгийские партии достигли соглашения о формировании нового правительства. Согласно условиям соглашения, правительство страны будет осуществлять сокращение расходов и увеличение налогов для получения дополнительных средств величиной в €11 млрд, что позволит к 2012 г. снизить бюджетный дефицит до 2,8 % ВВП и сбалансировать бюджет к 2015 г.. После того, как детали соглашения стали известными общественности, доходность государственных облигаций Бельгии сроком на десять лет резко упала до 4,6 %.

#### Франция
Государственный долг Франции в 2010 г. составлял приблизительно 2,1 триллиона долларов США и 83 % ВВП, бюджетный дефицит в 2010 г. составлял 7 % ВВП.
За период с июля 2011 г. по 16 ноября 2011 г. разница между уровнями доходности облигаций Франции и Германии выросла на 450 %. Стоимость контрактов по кредитно-дефолтным свопам по Франции за тот же период выросла на 300 %.
1 декабря 2011 г. уровень доходности облигаций Франции упал и стране удалось осуществить продажу государственных облигаций со средним уровнем доходности в 3,18 % (то есть значительно ниже критического уровня в 7 %) сроком на десять лет на сумму €4,3 миллиардов. В начале февраля 2012 г. уровень доходности французских облигаций сроком на 10 лет снизился до 2,84 %.

#### Великобритания
Согласно данным Комитета по финансовой политике (англ. Financial Policy Committee) Банка Англии, «нарушение экономической стабильности, затрагивающее рынки банковского финансирования, может повлиять на положение банковского сектора Великобритании». Это вызвано тем, что валовой внешний долг Великобритании выше, чем у любой другой европейской страны (€7,3 трлн; €117,580 на душу населения), в значительной степени из-за высокой доли заёмного капитала финансовой отрасли, тесно связанной с экономиками США и еврозоны.
В 2012 г. в Великобритании начался экономический спад, вызванный замедлением экономической активности в Европе и страхом инвесторов перед дальнейшим ухудшением положения стран еврозоны. Банк Англии предоставил значительные средства банкам Великобритании по сниженной процентной ставке для того, чтобы обеспечить дальнейшее предоставление кредитов предприятиям страны. Кроме того, банк проводит политику количественного смягчения, скупая значительные объёмы гособлигаций; в дальнейшем объём этих операций может вырасти. Казначейство Великобритании поддержало политику Банка Англии по поддержке банковского сектора
Управляющий Банка Англии Мервин Кинг заявил в мае 2012 г., что еврозона находится на стадии «распада» и посоветовал банкам Великобритании выплачивать бонусы и дивиденды в форме акций, чтобы сохранить запасы наличных денег. Он признал, что Банк Англии, Управление по финансовому регулированию и надзору Великобритании и правительство страны разрабатывают планы действий на случай выхода Греции из еврозоны или резкого падения курса евро, но отказался обсуждать их, чтобы не вызвать паники. Известно, что планируется ужесточение иммиграционного контроля для того, чтобы предотвратить наплыв безработных из Греции и других стран евросоюза в поисках работы, и эвакуация граждан Великобритании из Греции в случае начала гражданских беспорядков.
Крах евро может нанести ущерб роли Лондона как мирового финансового центра из-за увеличения рисков банков Великобритании. В то же время крах евро, скорее всего, усилит позиции фунта стерлингов и государственных ценных бумаг Великобритании, поскольку инвесторы будут искать более безопасные формы капиталовложения. Так, на рынке недвижимости в Лондоне начался бум, когда инвесторы, предпочитающие помещать средства в недвижимость, отказались от инвестиций в свои страны (Францию, Грецию, или другие европейские страны); вероятно, что выход Греции из еврозоны только усилит приток капитала.

#### Швейцария
Долговой кризис и опасения, что положение в еврозоне может ухудшиться, привели к тому, что инвесторы стали вкладывать свои средства в активы в Швейцарии. Это привело к повышению курса швейцарского франка по отношению к евро и другим валютам, падению цен внутри страны и увеличению стоимости экспорта. В ответ руководство Национального банка Швейцарии повысило уровень капитализации банка «Кредит сюис», а также объявило о намерении продолжать политику замедления роста курса франка за счёт покупки значительных объёмов других валют. Покупка евро позволяла сохранять курс евро на высоком уровне; до вмешательства Национального банка Швейцарии курс евро упал ниже приемлемого для Швейцарии значения. Возможной опасностью проведения подобной политики является дальнейший рост цен на недвижимость в стране

#### Германия
По сравнению с совокупным размером госдолга стран еврозоны размеры экономики Германии сравнительно невелики, и потому правительство страны, даже если бы оно пожелало, не смогло бы выступить гарантом по госдолгу остальных стран еврозоны: в настоящее время считается возможным дефолт Испании, и даже Италии и Франции. Поэтому, согласно заявлению канцлера ФРГ Ангелы Меркель, Германия будет участвовать в оказании финансовой помощи только при условии проведения переговоров о системной реформе еврозоны для разрешения ряда структурных противоречий, приведших к развитию кризиса

## Предложения по выходу из кризиса

### Экстренные меры ЕС

#### Европейский фонд финансовой стабильности (ЕФФС)
9 мая 2010 г. представители 27 стран — членов ЕС заключили соглашение о создании Европейского фонда финансовой стабильности (ЕФФС) с целью обеспечения финансовой стабильности в Европе путём предоставления финансовой помощи странам еврозоны, испытывающим экономические затруднения. Фонд обладает полномочиями по выпуску облигаций или других видов долговых обязательств для привлечения средств, необходимых для предоставления кредитов, проведения рекапитализации банков или покупки государственных облигаций. Контроль и координация деятельности фонда осуществляется Немецким финансовым агентством нем. Deutsche Finanzagentur.
Гарантии по облигациям предоставляются правительствами стран — членов еврозоны пропорционально оплаченной доле акционерного капитала в ЕЦБ. Гарантии по кредитам фонда предоставляются правительствами стран еврозоны совместно и индивидуально; общий объём располагаемых фондов составляет 440 миллиардов €. Вместе с кредитами объёмом до 60 миллиардов € Европейского механизма финансовой стабилизации, который финансируется Европейской комиссией и залогом по которому выступает бюджет ЕС, и кредитами МВФ (до 250 миллиардов €) создание фонда позволяет направить на создание системы обеспечения стабильного функционирования финансовой системы средства размером до 750 миллиардов евро.
Первый выпуск облигаций Европейского стабилизационного фонда сроком на пять лет на сумму 5 триллионов € состоялся 25 января 2011 г. и привлёк по книге заявок 44,5 миллиардов €. Эта сумма является рекордной для рынка государственных облигаций Европы, она на 24,5 миллиарда € больше, чем от продажи аналогичных облигаций по программе Европейского механизма финансовой стабилизации в первую неделю января 2011 г..
29 ноября 2011 г. министрами финансов стран — членов ЕС было заключено соглашение о расширении полномочий фонда: был разрешён выпуск сертификатов, по которым гарантировалось вплоть до 30 % от общей суммы инвестиций в новые выпуски государственных облигаций стран еврозоны с нестабильной экономикой. Кроме того, ЕФФС получил разрешение на создание инвестиционных инструментов для увеличения влияния фонда на первичном и вторичном рынках облигаций.
Реакция финансовых рынков
После того, как правительство ЕС объявило о создании ЕФФС, курсы акций по всему миру начали резко расти. Создание фонда позволило надеяться, что долговой кризис Греции не распространится на другие страны, что вызвало рост курсов некоторых акций до рекордно высокого уровня за предшествующий год или даже больший срок. Курс евро поднялся на самый высокий уровень за предшествовавшие 18 месяцев, но неделей позже опустился до самой низкой точки за предшествовавшие четыре года. Вскоре хедж-фонды и другие торговцы краткосрочного финансового рынка перестали играть на понижение и начали спекуляцию валютными активами, после чего курс евро снова начал расти. Вскоре после объявления о создании ЕФФС также начали расти цены на сырьевые материалы. Ставка ЛИБОР (в долларах США) достигла самого высокого уровня за предшествующие девять месяцев, уменьшилось количество сделок по кредитно-дефолтным свопам. Индекс рыночной волатильности (VIX) упал до рекордно низкой величины — почти 30 %. Примечательно, что в предшествующую неделю этот индекс вырос на рекордную величину, что способствовало принятию решения об оказании финансовой помощи Греции. Соглашение о создании ЕФФС было воспринято инвесторами как начало кампании ЕЦБ по скупке государственных облигаций со вторичного рынка. Как правило, подобные кампании приводят к падению уровня доходности скупаемых облигаций. Так, уровень доходности государственных облигаций Греции резко упал с более чем 10 % до почти 5 %. После оказания ЕС финансовой помощи Греции также упал уровень доходности облигаций азиатских стран.
Использование средств Европейского фонда финансовой стабильности

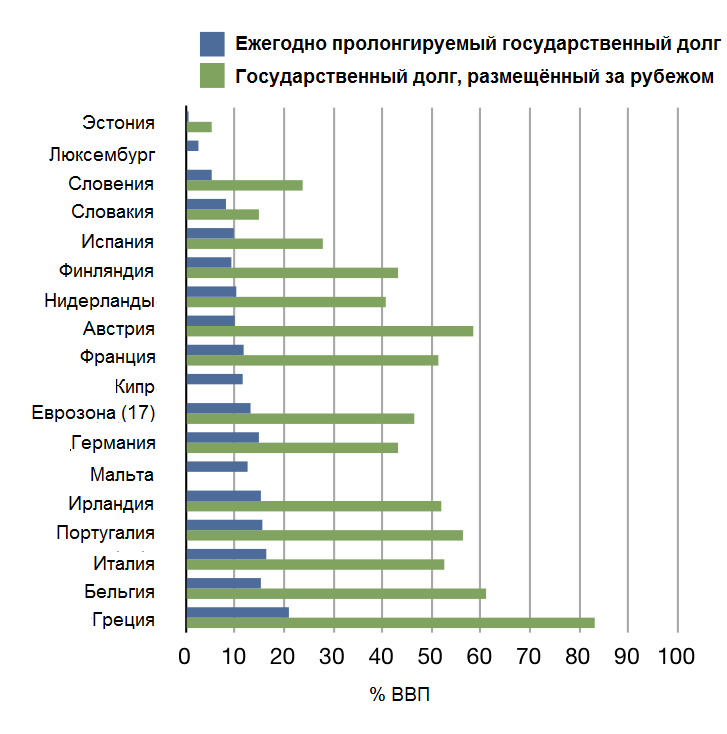
Долговые обязательства ряда европейских стран

Европейский фонд финансовой стабильности привлекает средства только в том случае, если правительством страны подаётся прошение об оказании финансовой помощи. На конец декабря 2011 г. это произошло дважды: в ноябре 2010 г. фонд предоставил €17,7 миллиардов для оказания финансовой помощи Ирландии (общий размер кредита составил €67,5 миллиардов; средства также были предоставлены рядом европейских стран, Европейской комиссией и МВФ). В мае 2011 г. фондом была предоставлена треть общей суммы экстренной финансовой помощи Португалии, составлявшей 78 миллиардов €. Фондом в рамках второго пакета финансовой помощи Греции также был предоставлен кредит размером в 164 миллиарда (130 миллиардов € нового займа и оставшиеся 34,4 миллиарда по кредитной линии Греции) сроком до 2014 г.. Таким образом, в распоряжении Европейского фонда финансовой стабильности осталось 250 миллиардов €, или 750 миллиардов € в случае привлечения заёмных средств. По данным специалистов немецкой газеты «Зюддойче цайтунг», в случае необходимости рефинансирования долгов всех европейских стран, испытывающих экономические затруднения, этой суммы будет более чем достаточно вплоть до конца 2012 г..
Предполагается, что Европейский фонд финансовой стабильности прекратит свою деятельность в 2013 г.; в течение одного года он будет функционировать одновременно с Европейским стабилизационным механизмом (European Stability Mechanism, ESM), соглашение о создании которого вступит в силу после ратификации странами — членами ЕС, принявшими на себя 90 % инвестиционных обязательств. Предполагается, что это произойдёт в июле 2012 г..
13 января 2012 г. агентство «Стандард энд пурс» понизило рейтинги Франции и Австрии и повторно понизило рейтинги Испании, Италии и пяти других стран — членов ЕС, сохранив рейтинги Финляндии, Германии, Люксембурга и Голландии на том же уровне. Вскоре после этого агентство также снизило рейтинг Европейского фонда финансовой стабильности с AAA до AA+.

#### Европейский механизм финансовой стабилизации
5 января 2011 г. в ЕС вступила в действие программа Европейского механизма финансовой стабилизации (European Financial Stabilisation Mechanism, EFSM), в рамках которой странам, испытывающим финансовые затруднения, предоставлялась экстренная финансовая помощь из заёмных средств, полученных на финансовых рынках, гарантом по которым выступала Европейская комиссия, а залогом являлся бюджет ЕС. Цель программы — обеспечение стабильности финансового положения в Европе. Фондом программы управляет Европейская комиссия, в его формировании приняли участие все 27 стран-членов ЕС. Максимальный объём средств, который может быть привлечён в рамках программы, составляет €60 миллиардов, облигации фонда оцениваются как инвестиции класса ААА агентствами «Фитч», «Мудис» и «Стандард энд пурс».
В рамках программы Европейского механизма финансовой стабилизации ЕС удалось разместить выпуск облигаций стоимостью 5 миллиардов евро на рынках капитала под процентную ставку в 2,59 %.
Предполагается, что Европейский механизм финансовой стабилизации, как и Европейский фонд финансовой стабильности, прекратит свою деятельность в июле 2012 г., когда вступит в действие долгосрочный Европейский стабилизационный механизм.

#### Брюссельское соглашение и его последствия
26 октября 2011 г. после встречи лидеров 17 стран еврозоны в Брюсселе было принято решение о списании 50 % задолженностей по греческим облигациям, находящимся в собственности банков, увеличении фондов экстренной финансовой помощи Европейского фонда финансовой стабильности почти в четыре раза и увеличении уровня обязательной капитализации банков ЕС до 9 %. Кроме того, правительством Италии был принят ряд обязательств по уменьшению размеров госдолга. Также для компенсации ожидаемых убытков европейских банков были выделены средства в размере €35 миллиардов на «стимулирование выдачи кредитов». Жозе Мануэл Баррозу охарактеризовал принятые решения как «исключительные меры в исключительных условиях».
Приятие пакета мер оказалось под угрозой, когда 31 октября премьер-министр Греции Георгиос Папандреу объявил о проведении референдума по принятию условий оказания финансовой помощи. Это привело к волнениям на финансовых рынках, и 3 ноября 2011 г. Папандреу отменил проведение референдума.
В конце 2011 г. Лэндон Томас в статье, опубликованной газетой «Нью-Йорк таймс», отметил, что несмотря на вступление в силу требований по увеличению уровня обеспеченности собственными средствами ни один банк не получал правительственных капитальных вложений, и при этом по крайней мере некоторые из европейских банков сохраняли размеры выплачиваемых дивидендов на высоком уровне. В статье Томас цитирует слова Ричарда Ку, экономиста, проживающего в Японии и являющегося экспертом в области японского банковского кризиса и специалистом по рецессиям, вызванным обесцениванием капитала (англ. balance sheet recessions):

«Мне кажется, что в Европе не до конца осознают последствия системного банковского кризиса … Когда дополнительный капитал требуется одновременно всем банкам, то это приводит к дальнейшему ослаблению банковской отрасли и увеличению продолжительности экономического спада, а в худшем случае — к началу кризиса. … Государственное вмешательство должно проводиться не в последнюю, а в первую очередь».
По мнению другого аналитика, если банки принимают меры по увеличению коэффициента обеспеченности собственными средствами, такие как выпуск ценных бумаг и конверсия задолженности в акции, то «когда привлечение средств начнёт становиться всё более сложным, [банки] начнут сокращать объёмы кредитования и избавляться от недостаточно прибыльных активов». Это сокращение величины баланса «может привести к экономической депрессии». Сокращение объёмов кредитования при «ухудшении кризиса» уже стало очевидным на рынках сырьевых товаров западной Европы.
Окончательное соглашение по второму пакету экстренной финансовой помощи
Во время совещания, длившегося 20 и 21 февраля 2012 г., МВФ, международная ассоциация финансовых учреждений «Институт международных финансов» (англ. Institute of International Finance) и Еврогруппа определили окончательные условия выдачи второго пакета экстренной финансовой помощи объёмом в €130 трлн. Кредиторы согласились увеличить залоговый дисконт с 50 до 53,5 %, представителями стран-членов ЕС было достигнуто соглашение о дополнительном снижении процентных ставок за предшествующие периоды до уровня всего на 150 базисных пунктов выше Европейской межбанковской ставки предложения. Более того, правительства тех стран, центральные банки которых владели греческими государственными облигациями, приняли на себя обязательства по передаче Греции до 2020 г. сумм, соответствующих будущим доходам по облигациям. Эти меры должны позволить снизить государственную задолженность Греции до величины между 117 % и 120,5 % ВВП к 2020 г.

### Вмешательство ЕЦБ

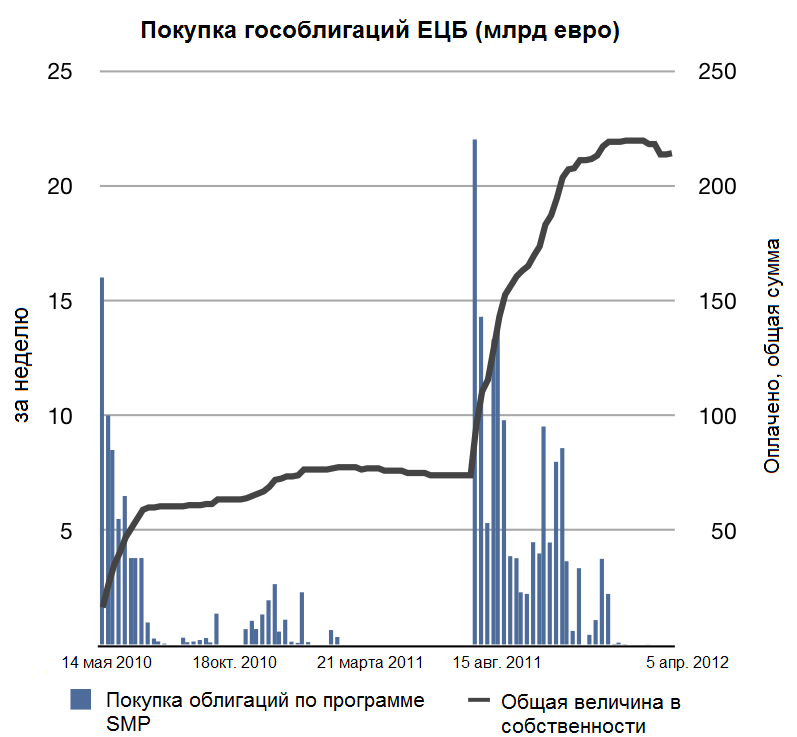
Покупка гособлигаций ЕЦБ, данные за период с мая 2010 по май 2012 г.

Руководство Европейского центрального банка (ЕЦБ) осуществило ряд мер по стабилизации финансовых рынков и увеличению ликвидности .
В мае 2010 г. руководство ЕЦБ:
- Начало проведение операций по скупке государственных облигаций и частных долговых обязательств на открытом рынке[199]; к февралю 2012 г. стоимость купленных ценных бумаг составила 219,5 миллиардов €[200], при этом для предотвращения роста инфляции ЕЦБ осуществлялось поглощение избыточной ликвидности[201]. По данным экономиста банка «Рабобанк» Элвина де Гроота, 300 миллиардов € — «естественный предел» объёма долговых обязательств, которые может стерилизовать ЕЦБ[202].
- При поддержке Федеральной резервной системы возобновило соглашения по проведению сделок по долларовым свопам[203][204].
- Изменило требования к кредитным рейтингам при предоставлении заёмных средств: теперь в качестве обеспечения принимаются все существующие и новые долговые ценные бумаги, выпущенные или гарантированные правительством Греции, вне зависимости от кредитного рейтинга страны.

Эти меры привели к незначительному улучшению положения греческих облигаций на рынках капитала: из-за того, что кредитный рейтинг государственных облигаций Греции был понижен до «мусорного», привлечение с их помощью дополнительных средств оставалось затруднительным.
30 ноября 2011 г. Европейский центральный банк, Федеральная резервная система США, центральные банки Канады, Японии, Великобритании, а также Национальный банк Швейцарии выбросили на мировые рынки капитала дополнительные средства для предотвращения долгового кризиса и оказания поддержки реальному сектору экономики. 6 декабря 2011 г. представители центральных банков достигли соглашения о снижении стоимости долларовых свопов на 50 базисных пунктов, а также договорённости о взаимном предоставлении дополнительных денежных средств для того, чтобы обеспечить наличие достаточного количества иностранной валюты у коммерческих банков.
Долгосрочные операции по рефинансированию
22 декабря 2011 г. руководство ЕЦБ начало рекордную по масштабу за всё время существования евро операцию по вливанию кредитных средств в европейскую банковскую систему. В рамках программы долгосрочных операций по рефинансированию ЕЦБ предоставил 523 банкам кредиты на сумму 489 миллиардов € по ставке всего в один процент на период в три года (срок выплат по предыдущим сделкам по рефинансированию составлял три, шесть и двенадцать месяцев). Кредитные средства объёмом в 325 миллиардов € поступили в распоряжение банков Греции, Ирландии, Италии и Испании.
Таким образом руководство ЕЦБ планировало обеспечить наличие у банков достаточных средств, необходимых для проведения выплат по их обязательствам в первые три месяца 2012 г., и в то же время обеспечить их нормальное функционирование и выдачу кредитов коммерческим организациям, то есть гарантировать, что нехватка кредитных средств не приведёт к остановке экономического роста. Также представители ЕЦБ надеялись, что банки направят некоторую часть полученных средств на покупку государственных облигаций, тем самым облегчая долговой кризис. 29 февраля 2012 г. ЕЦБ провёл второй аукцион сделок по рефинансированию (LTRO2), по результатам которого банки еврозоны получили в своё распоряжение дополнительные заёмные средства общей суммой в 529,5 млрд € по низкой процентной ставке; при этом чистый новый объём полученных кредитов составил около 313 млрд €. Из общей суммы кредитов, выданных ЕЦБ, составляющей 256 млрд € (основные операции по рефинансированию плюс долгосрочные операции по рефинансированию сроком на 3 и 6 месяцев), 215 млрд € продавались на втором аукционе сделок по рефинансированию.
Уход с должностей
В сентябре 2011 г. Юрген Штарк стал вторым после Акселя А. Вебера немецким членом совета управляющих ЕЦБ, покинувшим свой пост в 2011 г. Вебер, ранее занимавший должность президента Немецкого федерального банка, считался наиболее вероятным преемником Жана-Клода Трише на посту президента ЕЦБ. Предполагается, что как Вебер, так и Штарк приняли решение об уходе из-за «неудовлетворённости политикой ЕЦБ по покупке государственных облигаций, которая, как утверждают критики, приводит к потере банком независимого положения». Возможно, что на момент отставки Штарк являлся наиболее консервативно настроенным членом совета управляющих. Место Вебера занял его преемник на должности президента Немецкого федерального банка Йенс Вайдман, а на должность главы экономического отдела, ранее занимаемую Штарком, был приглашён Петер Прат.
Рост денежной массы
В апреле 2012 г. статистические данные отразили рост агрегата денежной массы М1 в «центральных» странах еврозоны. В середине 2008 г. темпы роста упали с более чем 9 % до −1 % (и продолжали колебаться на протяжении нескольких месяцев в 2011 г.), но в начале 2012 г. рост базового значения М1 составил 2—3 %. По словам Саймона Уорда, заведующего отделом сбора данных компании «Хендерсон групп», «слишком рано с полной уверенностью говорить об улучшении конъюнктуры, но дальнейший рост агрегата М1 в реальном выражении в периферийных странах позволяет ожидать окончания экономического спада». Согласно анализу данных, опубликованному в газете «Дейли телеграф», к росту денежной массы привела политика ЕЦБ в области долгосрочного рефинансирования, но в то же время объёмы кредитования «в марте продолжали снижаться по всей еврозоне [и] … эффективность трёхлетнего эксперимента по кредитованию (проведению операций по долгосрочному рефинансированию) пока остаётся не установлена»..
Реформа европейской банковской системы
16 июня 2012 г. главы европейских стран совместно с руководством ЕЦБ достигли соглашения о предоставлении ЕЦБ полномочий контрольно-надзорного органа банковской отрасли Европы и созданию дополнительно к национальным страховым программам программы страхования депозитов на уровне ЕС. Также были озвучены другие предложения по реформам для стимулирования экономического роста и сокращения уровня безработицы в Европе.

### Европейский стабилизационный механизм
Европейский стабилизационный механизм — постоянная программа предоставления фондов экстренного финансирования, которая вступит в действие в июле 2012 г., сменив две временные программы экстренного финансирования: Европейский фонд финансовой стабильности и Европейский механизм финансовой стабилизации.
16 декабря 2010 г. Европейским советом было принято решение о внесении поправок к Лиссабонскому договору с целью создания постоянного механизма оказания экстренной финансовой помощи с более строгими штрафными санкциями. Поправки к соглашению были одобрены в марте 2011 г., после того, как члены Европейского парламента были убеждены в том, что руководство Европейским стабилизационным механизмом будет осуществлять Европейская комиссия, а не отдельные страны — члены ЕС. Европейский стабилизационный механизм станет межправительственной организацией, подчиняющейся нормам международного публичного права; штаб-квартира будет располагаться в Люксембурге.
Цель механизма — создание «финансовой защиты от функциональных перегрузок»: вместо того, чтобы допускать возникновение финансовой цепной реакции, механизм защиты позволит обезопасить положение других стран и банковских систем путём предоставления гарантий по отдельным или даже всем долговым обязательствам. После того, как распространение финансовой цепной реакции будет остановлено, можно будет оказывать содействие стране, неспособной выполнять свои обязательства.

### Европейское соглашение о налогово-бюджетной стабильности
В марте 2011 г. была проведена новая реформа Пакта стабильности и роста, целью которой была корректировка существующих правил налоговой и бюджетной политики ЕС, в том числе автоматическое вступление в действие санкций против стран, государственная задолженность или бюджетный дефицит которых превышают заданные Пактом величины. К концу 2011 г. лидерами Германии, Франции и некоторых других стран ЕС было принято решение о принятии дополнительного соглашения о создании бюджетно-налогового союза в рамках еврозоны, принятии практически осуществимых и строгих правил и внедрении системы автоматических санкций на основе соглашений ЕС. На заседании Европейского совета 9 декабря 2011 г. представители всех 17 стран — членов еврозоны и шести стран-кандидатов заключили межправительственное соглашение о вступлении в силу строгих ограничений размеров государственных расходов и задолженности, а также применении санкций против стран-нарушителей. Все другие страны, не входящие в еврозону, за исключением Великобритании, также готовы подписать соглашение в случае положительных результатов парламентского голосования. В том случае, если правительства 12 стран — членов еврозоны проведут ратификацию соглашения, оно вступит в силу 1 января 2013 г..
Первоначально руководство ЕС планировало внести изменения в существующие соглашения ЕС, но премьер-министр Великобритании Дэвид Кэмерон препятствовал осуществлению их намерений: Кэмерон требовал предоставления лондонскому Сити особого статуса, освобождающего его от необходимости подчиняться новым правилам финансового законодательства, в том числе осуществлять выплату налогов по инвестиционным сделкам. В конечном счёте 26 стран одобрили первоначальный план действий, а Великобритания оказалась единственной страной, отказывающейся поддержать его. Впоследствии Кэмерон признал, что его действия не позволили гарантировать экономическую стабильность страны. Фактически отказ Великобритании (премьер-министр Великобритании Дэвид Кэмерон наложил вето на проект) одобрить соглашение о налогово-бюджетной стабильности является отказом от кардинального пересмотра условий Лиссабонского соглашения за счёт суверенитета Великобритании: по мнению многих центристских аналитиков, например, Джона Рентула из газеты «Индепендент» (по большинству вопросов придерживающегося проевропейской позиции), «любой премьер-министр на месте Кэмерона поступил бы так же».

### Экономические реформы и восстановление экономики

#### Увеличение объёма инвестиций
Ряд экономистов подверг критике меры жёсткой экономии, осуществляемые большинством европейских стран для выхода из долгового кризиса. Некоторые специалисты утверждают, что такое резкое возвращение к «не-кейнсианской» финансовой политике не является жизнеспособным решением и предсказывают, что дефляционная кредитно-денежная политика, навязываемая таким странам, как Греция и Испания, может привести к более долгому и тяжёлому экономическому спаду. В исследовании, осуществлённом в 2003 г. независимым отделом по оценке эффективности деятельности МВФ, был проведён анализ 133 программ жёсткой экономии, инициированных МВФ, в результате которого было установлено, что разработчики этих программ систематически недооценивают катастрофическое влияние жёсткого сокращения расходов на экономический рост. Меры по сокращению расходов, вступившие в силу в ряде стран, «остаются незначительными по сравнению с масштабом их экономических проблем, а комплексные структурные реформы осуществляются крайне редко». В большинстве случаев сокращение госрасходов сопровождалось значительным ростом налогового бремени.
В начале 2012 г. представитель МВФ, который вёл переговоры с греческим правительством по внедрению программы экономии, признал, что сокращение расходов наносит Греции значительный ущерб. Кроме того, как утверждает Нуриель Рубини, для стран со значительным госдолгом получение нового кредита не приводит к немедленному возвращению экономического благосостояния: «Денежные средства, о предоставлении которых ведутся переговоры, будут выделены только при условии проведения всеми этими странами налоговых и структурных реформ».
Согласно положениям кейнсианской теории, концепция «экономии, стимулирующей экономический рост» исходит из (неверной) предпосылки, согласно которой уменьшение государственных расходов будет компенсировано увеличением потребительских расходов и расходов компаний, которая пока не была подтверждена на практике. Так, в Греции чрезмерно высокий уровень частной задолженности и крах общественного доверия (свыше 90 % греков боятся безработицы, нищеты и закрытия предприятий), привели к тому, что расходы частного сектора резко упали, поскольку население предпочитает откладывать всё большую часть доходов «на чёрный день». Это вызвало дальнее снижение спроса как на товары, так и на рабочую силу, дальнейшее ухудшение экономического положения Греции, а также сделало ещё более затруднительным увеличение налоговых сборов и уменьшение государственной задолженности. По мнению главного экономического специалиста газеты «Нью-Йорк таймс» Мартина Вулфа, «сокращение структурного дефицита влияет на размер действительного бюджетного дефицита, но не прямо пропорционально (1:1). Сокращение структурного дефицита на 1 процентный пункт приводит к уменьшению действительного бюджетного дефицита на 0,67 процентного пункта». Это означает, что, например, в Ирландии для того, чтобы в бюджете на 2012 г. не было действительного дефицита, структурный дефицит должен упасть на более чем 12 %, что возможно только в случае экономического роста во всех странах еврозоны.
Режим экономии может быть успешным инструментом выхода из кризиса только в том случае, если он основан в первую очередь на сокращении государственных расходов и одновременном стимулировании «частных инвестиций и создания венчурных предприятий, увеличении мобильности и гибкости рабочей силы, прекращении контроля цен, введении налоговых ставок, делающих выгодным привлечение капитала …», как это делалось в Германии в десятилетие, предшествовавшее кризису, а не на увеличении налогового бремени на население.
Согласно положениям кейнсианской теории, вместо того чтобы проводить курс жёсткой экономии, необходимо провести увеличение объёмов госинвестиций и снизить ставку подоходного налога для жителей с низким уровнем дохода для того, чтобы добиться улучшения экономической конъюнктуры и роста занятости. Поскольку европейские страны, испытывающие экономические затруднения, не располагают достаточными средствами для того, чтобы осуществлять финансирование дефицита бюджета, немецкий экономист, член Экспертного совета по оценке макроэкономического развития ФРГ (нем. Sachverständigenrat zur Begutachtung der gesamtwirtschaftlichen Entwicklung) Петер Бофингер и Сони Капур, специалист международного аналитического центра «РеДифайн» (Re-Define), предлагают для привлечения средств на дополнительные государственные инвестиции провести увеличение ставки тех налогов, которые способствуют экономическому росту, например, налогов на «собственность, земельные ресурсы, имущество, выбросы углекислого газа и на деятельность финансового сектора, налоговое бремя которого в настоящее время является чрезмерно низким». Эти специалисты также призвали страны ЕС пересмотреть директиву ЕС по налогу на источники дохода и подписать соглашение о взаимной помощи по предотвращению уклонения от выплаты налогов и преследованию неплательщиков. В настоящее время налоговым организациям удаётся добиться выплаты менее чем 1 % от общей годовой суммы невыплаченных налогов по доходам, переведённым в другие страны — члены ЕС. Кроме того оба специалиста выступают за предоставление дополнительных средств Европейскому инвестиционному банку (ЕИБ), который затем мог бы предоставлять в десятки раз большие средства небольшим организациям, привлекающим местную рабочую силу.
Независимо от споров о том, какие именно меры макроэкономической политики позволят странам выйти из долгового кризиса (режим жёсткой экономии, увеличение или сохранение на прежнем уровне государственных расходов), необходимо учесть, что последствия действий экономистов, инвесторов и банкиров и правительственных ошибок в области экономической политики отражаются на положении рабочего населения, а не истинных виновников (как утверждают представители профсоюзов по всей Европе). После того, как из-за глобального экономического кризиса в 2007—2010 гг. более 23 миллионов трудящихся потеряли работу, многие специалисты стали призывать к введению дополнительных мер банковского регулирования не только в Европе, но и по всему миру.
В середине апреля 2012 г. главы европейских стран одобрили выделение средств объёмом в миллиарды евро на осуществление пилотных проектов, например, для строительства магистралей в Греции, после чего Олли Рен, европейский комиссар по финансам "с энтузиазмом объявил парламентариям ЕС о том, что «экономический прорыв произошёл ещё до наступления Пасхи». Среди других мер по стимулированию роста экономики «проектные облигации», по которым Европейский инвестиционный банк будет «предоставлять гарантии сохранности инвестиций частных инвесторов. Во время пилотной фазы проекта, которая завершится в конце 2013 г., средства ЕС в размере до 230 миллиардов евро должны будут привлечь инвестиции величиной вплоть до 4,6 миллиарда €». Согласно статье, опубликованной журналом «Дер шпигель», «источники в правительстве Германии сообщили о том, что членам правительства более перспективным кажется развитие сектора малых и средних предприятий, а не финансирование строительства новых магистралей. Для того, чтобы обеспечить максимально профессиональное распределение средств, желательным является создание южными странами — членами ЕС правительственных банков развития, подобных банковской группе „Кредитанштальт фюр фидерауфбау“ (нем. Kreditanstalt für Wiederaufbau) (созданной в эпоху плана Маршалла). Многие члены правительства выразили надежду на то, что это приведёт к экономическому росту в Греции и Португалии».

#### Увеличение конкурентоспособности

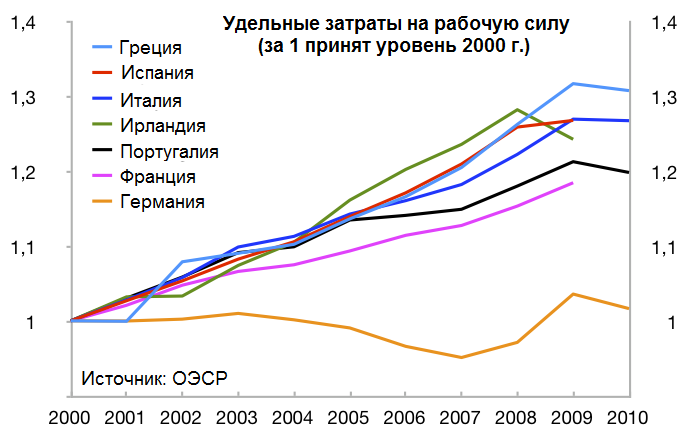
Изменение удельных затрат на рабочую силу в ряде европейских стран, 2000—2010 гг.

Медленные темпы роста ВВП европейских стран вызваны замедлением роста величины налоговых поступлений и более высокими расходами на систему социальной защиты, а также увеличением величины государственного долга и бюджетного дефицита. В ноябре 2011 г. Фарид Закария перечислил факторы, приводящие к замедлению экономического роста стран еврозоны: «Главной проблемой Европы является отсутствие экономического роста… В Италии стагнация экономики продолжалась целое десятилетие, и если она продолжаться ещё одно десятилетие, то реструктуризация долга будет бессмысленной … В действительности западные страны, поддерживающие высокий уровень заработной платы, предоставляющие щедрые субсидии среднему классу и поддерживающие сложную систему государственного регулирования и налогообложения, перестали развиваться. Сейчас перед ними стоит задача решения трёх проблем: демографической (старение населения), технологической (рост производительности и снижение числа рабочих) и глобализации (перенос производства и возможность оказывать услуги по всему миру)». Закария выступил за снижение уровня заработной платы и разработку ряда шагов по привлечению дополнительных иностранных капитальных инвестиций.
Британский историк экономики Роберт Скидельски не согласен с точкой зрения Закарии. По его мнению, европейский долговой кризис вызван чрезмерным банковским кредитованием, а не финансированием бюджетных дефицитов за счёт заёмных средств. Рост государственной задолженности, как считает Скидельски, является результатом реагирования правительства на экономический спад, при котором расходы растут, а налоговые поступления падают, а не его причиной.
Чтобы улучшить своё экономическое положение, страны должны добиться значительного роста конкурентоспособности на международных рынках. Обычно этого можно добиться путём девальвации валюты, как это было сделано в Исландии, правительству которой удалось восстановить экономику страны после финансового кризиса 2008—2011 гг., крупнейшего финансового кризиса в истории экономики. Так как страны еврозоны не могут провести девальвацию валюты, представители правительственных структур стараются добиться роста конкурентоспособности за счёт внутренней девальвации, сложного процесса экономической перестройки, при котором страны стремятся уменьшить удельные затраты на рабочую силу.
Немецкий экономист Ханс-Вернер Зинн отметил в 2012 г., что Ирландия является единственной страной, в которой темпы роста заработной платы в последние пять лет оставались умеренными, что позволило добиться снижения относительного соотношения уровня цен и заработной платы на 16 %. По его мнению, Греции будет необходимо снизить этот показатель на 31 %, фактически до уровня Турции.
По мнению других экономистов, независимо от того, насколько Греции и Португалии удастся снизить уровень заработной платы, эти страны никогда не могут конкурировать по уровню издержек с развивающимися странами, например Китаем или Индией. Вместо этого странам Европы со слабой экономикой необходимо перейти к производству высококачественных товаров и услуг, хотя это и является долгосрочным процессом и не поможет быстро разрешить экономические затруднения.
По мнению Джереми Дж. Сигеля, добиться увеличения конкурентоспособности рабочей силы можно только за счёт девальвации валюты, что возможно в том случае, если правительство Греции примет решение выйти из еврозоны. При этом выход из еврозоны приведёт к массовому изъятию средств из банков в Греции и других странах ЕС. Использование метода т. н. «внутренней девальвации» возможно, но на практике будет эквивалентно политическому самоубийству. Сигель утверждает, что в том случае, если страны еврозоны хотят сохранить единую валюту, единственным выходом из положения является девальвация евро (по отношению к доллару).
Прогресс реформ

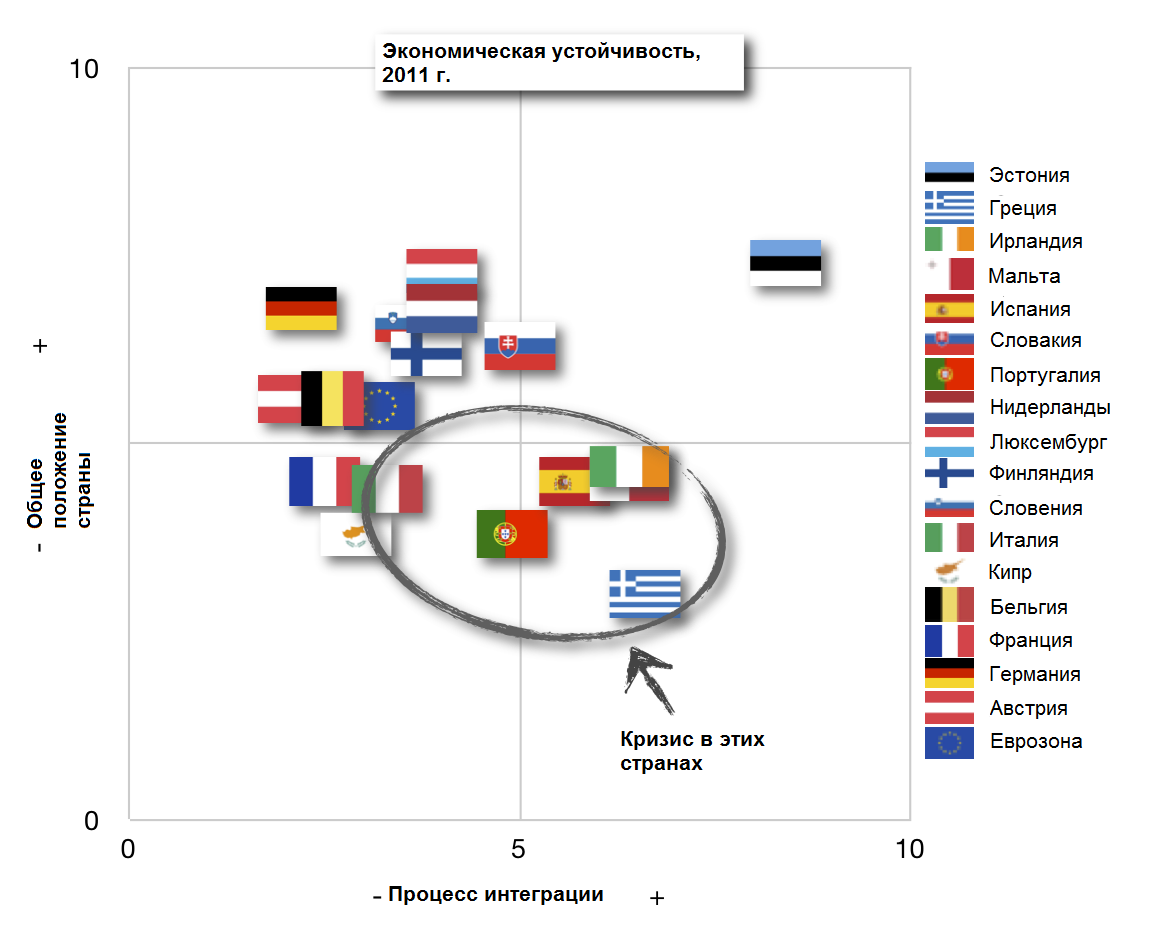
Экономическая устойчивость и интеграция стран еврозоны, 2011 г. (источник: «Евро плюс монитор»).

15 ноября 2011 г. научно-исследовательский центр «Совет Лиссабона» опубликовал отчёт об экономическом положении еврозоны в 2011 г. «Евро плюс монитор 2011». Согласно данным отчёта, правительства ключевых стран-членов еврозоны ускоренно проводят реформы. Авторы отмечают, что «многие из тех стран, которым больше всего необходимо провести корректировку экономической политики, в настоящее время добились исключительных успехов на пути к восстановлению сбалансированности бюджетов и обеспечению конкурентоспособности страны на мировом рынке».
Греция, Ирландия и Испания входят в число пяти ведущих стран-реформаторов, а Португалия занимает седьмое место среди 17 стран, включённых в доклад (см. график).

#### Решение проблемы дисбаланса счёта текущих операций

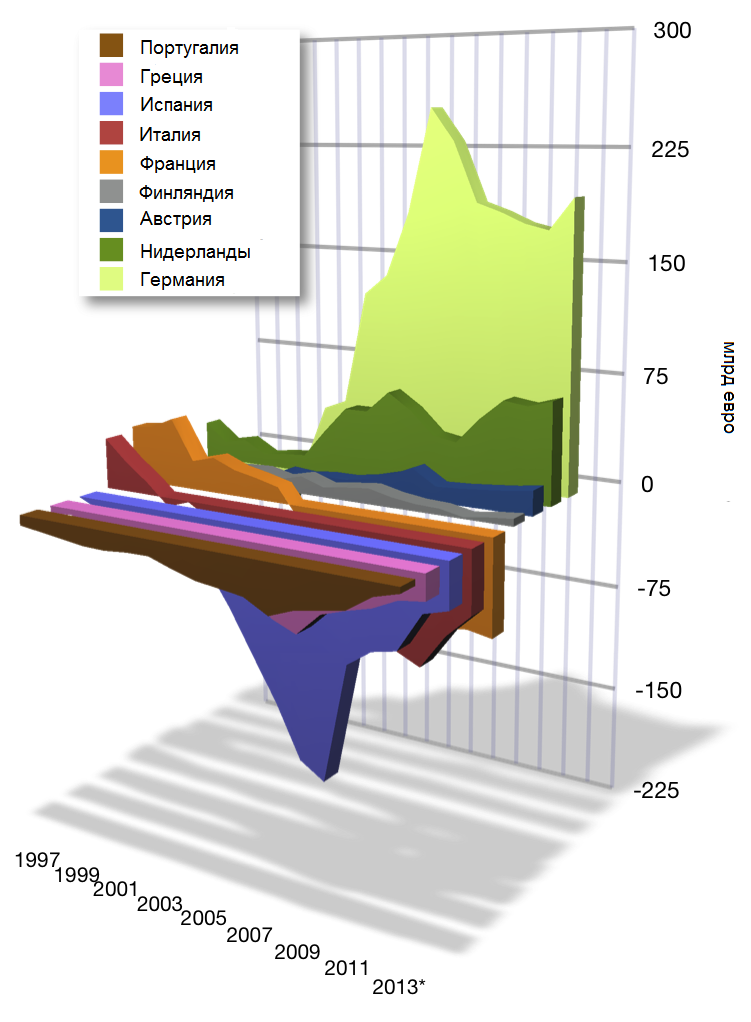
Счета текущих платёжных операций европейских стран (1997—2013 гг.)

Для решения проблемы дисбаланса счётов текущих операций необходимо создания системы регулирования потоков капитала в еврозоне. Равновесие платёжного баланса стран со значительным торговым дефицитом или дефицитом счёта текущих операций (то есть страна, в которой импорт превышает экспорт) обеспечивается за счёт привлечения дополнительного капитала. Другими словами, для оплаты импортируемых товаров и услуг должны быть или использованы внутренние резервы, или привлечены заёмные средства. И наоборот: при значительном профиците торгового баланса (как в Германии) для обеспечения равновесия платёжного баланса необходимо или провести увеличение доли внутренних сбережений, или предоставлять другим странам избыточных средств в форме кредитов для того, чтобы они могли позволить себе продолжать покупать экспортные товары.
В 2009 г. дефициты торгового баланса Италии, Испании, Греции и Португалии оценивались в $42,96 млрд, $75,3 млрд, $35,97 млрд и $25,6 млрд соответственно, в то время как профицит торгового баланса Германии составлял $188,6 млрд. Аналогичное нарушение равновесия торгового баланса наблюдается в США, где из-за значительного дефицита торгового баланса необходимо привлечение иностранных заёмных средств. В 2005 г. Бен Бернанке предупреждал об опасности «избытка сбережений» в какой-либо стране: по его мнению, профицит торгового баланса одной страны может привести к потоку капитала в страны с дефицитом торгового баланса, что приведёт к искусственному занижению процентных ставок по кредитам и возникновению пузырей на рынках активов.
Как правило, курс валюты страны со значительным профицитом торгового баланса будет расти по отношению к другим валютам. Относительный рост стоимости экспорта приведёт к сокращению разрыва между импортом и экспортом из-за того, что чтобы приобрести необходимые товары страна-импортёр должна покупать валюту страны-экспортёра. И наоборот, дисбаланс торгового баланса может быть уменьшен, если правительство страны примет решение проводить стимулирование роста сбережений внутри страны (как путём ограничения или наложения санкций за инвестиции за пределами страны, так и путём повышения процентной ставки). При этом возможны замедление экономического роста и рост правительственных выплат.
Как бы то ни было, поскольку валютой многих стран зоны кризиса является евро, регулирование торгового баланса за счёт понижения курса валюты и регулирования величины процентной ставки и потоков капитала невозможно. Единственным располагаемым методом увеличения уровня сбережений в стране является сокращение дефицита бюджета и изменение потребительских привычек населения. Например, если величина сбережений населения страны будут превышать величину потребительских расходов, это поможет сократить дефицит торгового баланса страны. Соответственно, многие эксперты выступают с предложениями о сокращении уровня потребления и увеличению производительности экспортных отраслей промышленности в странах со значительным дефицитом торгового баланса (например, Греции). С другой стороны, странам со значительным профицитом торгового баланса, таким как Германия, Австрия и Нидерланды, для стимулирования внутреннего потребления, придётся большее внимание уделять развитию сферы услуг внутри страны и провести увеличение ставок заработной платы. В мае 2012 г. министр финансов ФРГ Вольфганг Шойбле объявил о поддержке решения о значительном повышении уровня заработной платы в Германии в целях компенсации нарушения равновесия торговых балансов в еврозоне.

### Обсуждение осуществляемых мер
В июне 2012 г. президент США Барак Обама заявил следующее:

Сейчас главной целью должна стать стабилизация банковской системы [Европы]… принятие ряда решительных мер, которые заставят население поверить в то, что положение банковской системы останется стабильным … Кроме того, правительству Евросоюза необходимо рассмотреть возможности одновременного проведения структурных реформ, осуществление которых в полной мере может занять от двух до трёх или даже пяти лет, и мер стимулирования экономического роста. Некоторые страны, например, Испания и Италия, уже начали проводить неоспоримо важные и грамотные структурные реформы: от налоговой системы до системы регулирования рынков рабочей силы и множества других различных сфер. Но для успешного завершения реформ странам необходимы время и гибкий подход к их проведению. Если же правительства вынуждены проводить дальнейшее сокращение расходов, число безработных при этом продолжает расти, а население перестаёт расходовать свои средства, потому что боится ухудшения положения, то, как это ни странно, в долгосрочном периоде это может помешать проведению реформ. … Лидеры европейских стран в настоящее время проводят обсуждения не только того, какие меры управления государственными финансами и государственным долгом следует осуществлять, но и того, как стимулировать экономический рост и проявить гибкость, достаточную для того, чтобы осуществление реформ было полностью завершено.
В журнале «Экономист» в июне 2012 г. в статье «Ангела, пора заводить мотор», было сказано следующее:

«За пределами Германии политики и эксперты ожидают от г-жи Меркель определённых шагов по сохранению единой валюты, в том числе перехода от политики экономии к стимулированию экономического роста; создания помимо валютного союза банковского союза (в том числе необходимо страхование банковских вкладов на уровне еврозоны, создание органов банковского контроля и общих методов рекапитализации или ликвидации банков, испытывающих финансовые затруднения); принятия соглашения об ограниченном взаимном страховании долговых обязательств для создания общих безопасных активов и предоставления странам периферии еврозоны возможности постепенно сократить величину их госдолга. К осуществлению этих мер призывают лидеры США, Китая, Великобритании и практически всех стран еврозоны. Почему же самый прозорливый политик Европы продолжает бездействовать?».

## Предлагаемые долгосрочные решения

### Европейское соглашение о налогово-бюджетной стабильности
14 июня 2012 Йенс Вайдман, президент Немецкого федерального банка, выступил с предложением о создании центрального органа, контролирующего бюджеты стран — членов ЕС, для обеспечения дальнейшей интеграции Европы. Впервые эта идея была предложена Жаном-Клодом Трише, занимавшим должность президента ЕЦБ. Среди полномочий органа должно было быть вмешательство в процесс согласования бюджета в случае нарушения налогово-бюджетного равновесия, в том числе выдвижение требований об увеличении налоговых ставок или сокращении расходов. Предложение Вайдмана схоже с призывами Ангелы Меркель провести дальнейшую политическую и налогово-бюджетную интеграцию ЕС, чтобы «союз получил контрольно-надзорные полномочия».

### Еврооблигации
Всё большее число инвесторов и экономистов утверждает, что еврооблигации могли бы стать наилучшим способом выхода из долгового кризиса, несмотря на то, что для их выпуска может быть необходимо внесение изменений в соглашения ЕС и одновременной тесной координации финансовой и бюджетной политики. 21 ноября 2011 г. представители Европейской комиссии высказали свою уверенность в том, что совместный выпуск еврооблигаций 17 странами еврозоны станет эффективным средством преодоления финансового кризиса. Жозе Мануэль Баррозу настаивал на том, что любой подобный план выпуска «стабильных облигаций» должен сопровождаться в первую очередь жёстким надзором за бюджетными расходами стран и координацией экономической политики, чтобы обеспечить устойчивость государственного бюджета и избежать морального риска.
По крайней мере в краткосрочной перспективе правительство Германии по-прежнему резко возражает против введения коллективной ответственности по задолженностям государств с существенным бюджетным дефицитом, привлёкшим чрезмерные объёмы заёмных средств в предшествующие годы, поскольку, по мнению членов правительства, это может привести к существенному росту обязательств страны.

### Европейский валютный фонд
20 октября 2011 г. специалистами Австрийского института экономических исследований было опубликовано предложение о создании Европейского валютного фонда на основе Европейского фонда финансовой стабильности для выпуска еврооблигаций с фиксированной процентной ставкой на уровне немного ниже, чем темпы среднесрочного экономического роста (в номинальном выражении). Эти облигации не будут находиться в свободном обращении, но могут находиться в собственности стран — инвесторов ЕВФ и могут быть ликвидированы в любое время. При поддержке со стороны всех стран еврозоны и ЕЦБ «Европейский валютный союз сможет занять такие же сильные позиции в глазах финансовых инвесторов, как облигации США, где ФРС не ограничивает размеры гарантий по государственным облигациям». Для обеспечения дисциплины при составлении бюджетов в условиях отсутствия рыночного давления ЕВФ будет предоставлять заёмные средства только странам, удовлетворяющим ряд строгих финансовых и макроэкономических критериев. Правительства стран, не удовлетворяющих требования ЕВФ, будут вынуждены привлекать заёмные средства по менее благоприятным рыночным ставкам за счёт традиционных (национальных) государственных облигаций.
Эконометрический анализ подтверждает, что «если бы краткосрочные и долгосрочные процентные ставки в еврозоне стабилизировались на уровне 1,5 % и 3 % соответственно, совокупный объём производства (ВВП) еврозоны к 2015 г. превысил бы исходные показатели на 5 процентных пунктов». В то же время уровень государственной задолженности был бы значительно ниже, например, уровень госдолга Греции опустится ниже 110 % от ВВП, что более чем на 40 процентных пунктов ниже показателей исходного сценария, где процентная ставка основана на рыночных показателях. Кроме того, банки больше не могли бы получать неоправданно высокую прибыль при оказании услуг по посредничеству при получении заёмных средств у ЕЦБ по низким ставкам и их инвестиции в государственные облигации по высоким ставкам.

### Значительное сокращение госдолга за счёт увеличения налога на имущество

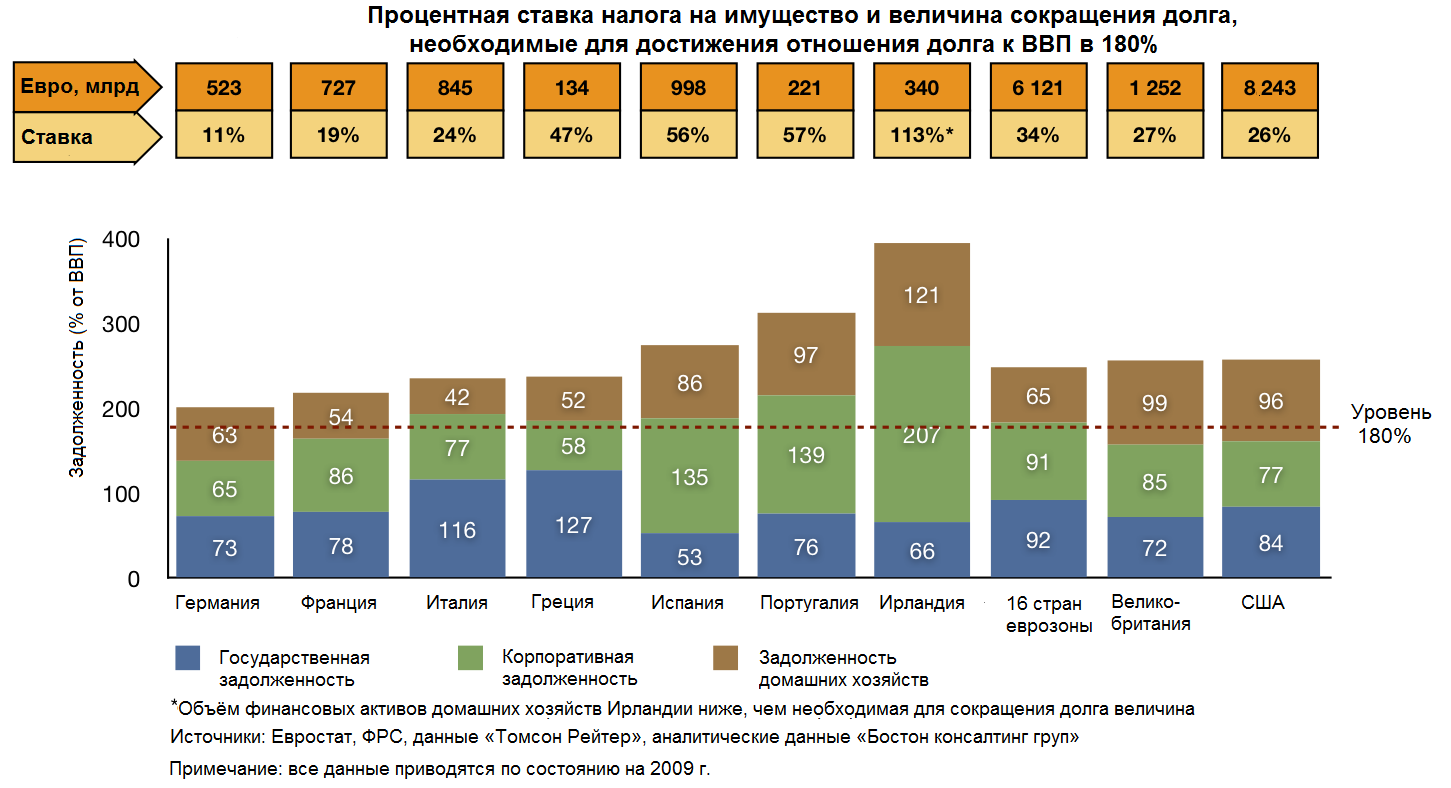
Размеры совокупного долга ряда стран в 2009 г. и величины, на которые он должен сократиться, чтобы страны еврозоны, Великобритания и США могли выполнить свои обязательства по выплатам

Согласно данным Банка международных расчётов, между 1980 г. и 2010 г. суммарная величина частного и государственного долга 18 стран ОЭСР выросла почти в четыре раза и, скорее всего, будет продолжать расти, к 2040 г. составив от 250 % (Италия) до около 600 % (Япония). По данным предыдущего исследования тех же авторов, увеличение финансового бремени, вызванное старением населения и снижением темпов экономического роста, делает решение проблемы госдолга в странах с его значительной величиной маловероятным в случае соблюдения хотя бы одного из следующих трёх условий:
- государственный долг выше, чем 80-100 процентов от ВВП;
- величина долга нефинансовых компаний выше 90 процентов ВВП;
- размер частной задолженности домашних хозяйств выше 85 процентов ВВП.

Согласно мнению специалистов Бостонской консалтинговой группы, в том случае, если темп роста госдолга останется выше, чем темпы роста экономики, реструктуризация крупных долговых обязательств станет неизбежной. Чтобы предотвратить экспоненциальный рост государственного долга, авторы призывают политиков «действовать быстро и решительно» и стремиться к тому, чтобы общая величина задолженности частного и государственного сектора оставалась на уровне значительно ниже 180 % ВВП. Предполагается, что правительства, небанковские предприятия и домашние хозяйства смогут продолжать производить выплаты по задолженностям объёмом ниже 60 процентов ВВП при сохранении процентной ставке на уровне 5 % и номинальном ежегодном экономическом росте на уровне 3 %. Более низкие процентные ставки и/или более высокие темпы роста будут способствовать сокращению величины задолженности.
Для того, чтобы государственный долг стран еврозоны достиг уровня, не требующего рефинансирования, страны должны добиться сокращения общей величины задолженности на 6,1 млрд €. Согласно мнению специалистов Бостонской консалтинговой группы, в европейских странах этого можно добиться за счёт единовременного введения налога на имущество в размере 11-30 %. В кризисных странах (в особенности Ирландии) величина, на которую должен будет сократиться общий объём госдолга, должна быть значительно выше. Авторы признают, что такие программы будут «непопулярны», будут считаться «радикальными» и «требовать уверенного лидерства и координации политических усилий», но утверждают, что чем дольше политики и руководители центральных банков бездействуют, тем более необходимым становится осуществление подобных мер.
Немецкий экономист Гаральд Шпель предлагает не единовременное списание, а тридцатилетний план сокращения долгов, сходный с планом, которого придерживалось правительство Германии после Второй мировой войны для погашения затрат на восстановление и развитие экономики страны. Подобные предложения также вносили представители ряда политических партий Германии, в том числе «Союз 90/Зелёные» и «Левые».

### Дефолт и выход из еврозоны
В середине мая 2012 г. всё большее количество экспертов прогнозировало скорый выход Греции из еврозоны из-за продолжения финансового кризиса и возникновения проблем при формировании нового правительства после выборов. Вероятность подобного развития событий привела к появлению термина «Grexit» (английское слово-гибрид, «Греция» + «выход») и соответствующему изменению поведения инвесторов на международных рынках. Многие экономисты выразили свою обеспокоенность тем, что ожидания инвесторов сделают выход Греции из еврозоны самореализирующимся пророчеством .
По мнению экспертов агентства «Рейтер», из-за того, что выход Греции из еврозоны приведёт к резким колебаниям на финансовых рынках, он будет осуществлён «в течение нескольких дней или часов после принятия решения».

#### Комментарии
В 2012 г. Мартин Фельдстейн заявил, что «пора признать евро провалившимся экспериментом».
Некоторые экономисты, как правило, не проживающие в Европе и придерживающиеся теорий хартализма или принадлежащие к другим посткейнсианским школам, с самого начала осуждали введение единой европейской валюты и рекомендовали Греции и другим странам со значительным государственным долгом покинуть еврозону в одностороннем порядке, объявить дефолты по гособлигациям, вернуть себе налоговый суверенитет и восстановить национальную валюту с пониженным курсом.
Экономисты, выступающие за этот радикальный подход, как правило утверждают, что в долгосрочном периоде Греции не избежать дефолта, и что его отсрочка (за счёт предоставления кредитов правительству Греции в течение ещё нескольких лет) только окажет более негативное воздействие на экономику стран — кредиторов ЕС и других стран Европы.
Тем не менее, есть и противники этой точки зрения. Выход страны из валютного союза является, как правило, дорогостоящим мероприятием; соответственно, выход Греции из еврозоны и отказ от использования евро приведёт к нарушению денежных потоков в рамках еврозоны и банкротству нескольких стран еврозоны. Так как экономическое положение стран ещё не будет стабилизировано, а проблемы государственного долга не будут решены, цепная реакция и дальнейшее нарушение системного равновесия неизбежны.
Поскольку выход Греции из еврозоны может инициировать её распад, многие политики, экономисты и журналисты выступают против него. По мнению Стивена Эрлангера («Нью-Йорк таймс»), «выход Греции из еврозоны будет воспринят многими как крах единого валютного союза Европы — еврозоны — крупнейшего достижения европейских стран, какими ни были бы его недостатки, в области создания послевоенной Европы, „мирной и единой“». Аналогично, два ведущих лидера еврозоны, канцлер Германии Ангела Меркель и бывший президент Франции Николя Саркози неоднократно заявляли о том, что не допустят распада еврозоны, связывая существование евро с существованием всего Европейского союза. В сентябре 2011 г. комиссар ЕС Хоакин Альмуния присоединился к этой точке зрения, заявив, что исключение стран с более слабой экономикой из еврозоны не является решением проблемы: «Те, кто считает это возможным, просто не понимают того, как протекает процесс интеграции».
Решения, предлагающие осуществление дальнейшей интеграции систем нормативного регулирования банковской сферы и налогово-бюджетной политики, а также предоставление контрольно-надзорных полномочий европейским зонтичным организациям, подвергаются критике, поскольку могут привести к контролю всех аспектов политической и экономической жизни Европы Германией: 

«На практике это приведёт к тому, что Европейский союз станет постмодернистской версией Австро-Венгерской империи, где германские элиты с трудом руководят мятежными и беспокойными народами многоязычного государства».

## Противоречия
Европейская экстренная финансовая помощь в первую очередь[что?], что убытки банков и частных лиц, неосмотрительно вложивших свои средства в государственные облигации, переносятся на европейских налогоплательщиков.

### Нарушение условий договоров ЕС
Положение о запрете оказания экстренной финансовой помощи
Согласно условиям, оговорённым в Маастрихтском договоре ЕС, оказание экстренной финансовой помощи в рамках ЕС запрещено. В первую очередь положение о запрете оказания экстренной финансовой помощи гарантирует, что ответственность за погашение государственного долга лежит на правительстве страны, а также предотвращает негативное влияние на экономику стран-партнёров роста надбавок за риск из-за небезопасной налоговой политики одной страны. Это положение поощряет ведение разумной бюджетно-финансовой политики на национальном уровне. Покупку Европейским центральным банком облигаций стран, находящихся в затруднительном положении, можно рассматривать как нарушающую запрет на эмиссионное финансирование бюджетного дефицита. Также можно утверждать, что предоставление дополнительных заёмных средств Европейским фондом финансовой стабильности, имеющим доступ к кредитованию ЕЦБ, нарушает положения этой статьи.
Статьи 125 и 123 Маастрихтского соглашения должны были сдерживать рост государственной задолженности и дефицита государств — членов ЕС, а также предотвратить возникновение риска недобросовестности, приводящего к избыточным расходам и кредитованию в периоды экономического роста. Они также должны были защищать налогоплательщиков других стран — членов ЕС, придерживающихся более консервативной налогово-бюджетной политики. Выпуск странами ЕС и еврозоны ценных бумаг с целью оказания экстренной финансовой помощи странам, не соблюдающим правила соглашения (таким, как Греция), под гарантию средств налогоплательщиков стран еврозоны, эти правила соблюдающих, создаёт условия для возникновения риска недобросовестности в будущем. В то время как положение о запрете оказания экстренной финансовой помощи остаётся в действии, доктрина неоказания экстренной финансовой помощи, похоже, осталась в прошлом.
Маастрихтские критерии
Согласно условиям Маастрихтского договора, экономические показатели страны — кандидата в члены еврозоны должны соответствовать ряду критериев; в частности, ежегодный дефицит государственного бюджета не должен превышать 3 % валового внутреннего продукта (ВВП) и отношение государственного долга к ВВП не должно превышать 60 % ВВП. Пакт стабильности и роста содержит те же требования по бюджетному дефициту и величине госдолга для стран-членов еврозоны, при этом надзор за их соблюдением является гораздо более строгим. Тем не менее, величина дефицита и госдолга Греции и Италии, стран, в наибольшей степени затронутых долговым кризисом (по данным на ноябрь 2011 г.), в течение длительного времени существенно превышали заданные критериями величины.

### Организации, способствовавшие развитию кризиса

#### Рейтинговые агентства
Международные рейтинговые агентства США («Мудис», «Стандард энд пурс» и «Фитч»), которые подверглись критике ещё во время роста пузыря на рынке недвижимости и финансового кризиса 2008 г. в Исландии, играют центральную и неоднозначную роль также и в кризисе европейского рынка облигаций.
С одной стороны, эти организации обвинялись в завышении рейтингов из-за существующего конфликта интересов. С другой стороны, рейтинги агентств, как правило, консервативны и не сразу отражают ухудшение финансового положения компании или государства. Так, игроки рынка долговых обязательств отреагировали на долговой кризис в Греции до того, как агентства понизили рейтинг греческих облигаций: они продавались по ставкам «мусорных» облигаций за несколько недель до того, как агентства присвоили им соответствующий рейтинг.
Ведущие политические деятели Европы обвиняют руководство рейтинговых агентств в предвзятом отношении: по их мнению, три крупнейших рейтинговых агентства были заинтересованы в увеличении количества спекулятивных операций на рынке, что отразилось на результатах оценки европейских активов.. В первую очередь представители ЕС и правительства Португалии выступили с резкой критикой решения «Мудис» понизить рейтинг государственных облигаций страны, принадлежащих иностранным инвесторам, до категории BА2, то есть до уровня «мусорных» облигаций. Несмотря на уверения руководства ряда государственных компаний, работающих в сферах коммунальных услуг и обслуживания инфраструктуры, среди которых «АНА — Аэропортош ди португал», «Энержиаш ди португал», «Редиш энержетикаш насьонайш» и «Бриза — аутоштрадаш ди португал», что финансовое положение компаний остаётся стабильным, а размер прибылей от операций за рубежом — существенным, их рейтинги также были понижены.
Представители французского правительства также выражали своё недовольством понижением кредитного рейтинга страны. Так, глава французского центрального банка Кристиан Нуайе раскритиковал решение «Стандард энд пурс» понизить рейтинг Франции, а не Великобритании, хотя у последней страны «дефицит больше, объём государственного долга — равен, темпы роста инфляции — выше, а темпы экономического развития — ниже, чем у нас». Подобную точку зрения высказывали и высокопоставленные политики ФРГ. Так, Микаэль Фукс, заместитель главы ХДС, заявил: «Агентство „Стандард энд пурс“ не должно руководствоваться политическими мотивами при оценке рейтингов. Почему не понижается кредитный рейтинг США или Великобритании, уровень госдолга которых крайне высок?». Фукс добавил, что сумма задолженности государственного и частного секторов Великобритании является самой высокой в Европе, и что «если понижается кредитный рейтинг Франции, то руководство агентства, чтобы продемонстрировать свою беспристрастность, должно снизить и рейтинг Великобритании».
Кроме того, руководство рейтинговых агентств обвиняли в попытках оказать давление на политиков посредством систематического понижения кредитного рейтинга стран еврозоны перед важными совещаниями ЕС. По словам одного источника из администрации ЕС, «небезынтересно проследить историю понижения рейтингов стран и то, когда именно оно осуществлялось … Поразительно, что на недели, в которые проходили саммиты ЕС, приходится так много случаев понижения кредитных рейтингов».
Зависимость регулирующих органов стран ЕС от кредитных рейтингов
Различные экспертные центры, такие как «Мировой пенсионный совет» (англ. World Pensions Council), критиковали чрезмерные усилия некоторых европейских государств, таких как Франция и Германия, по обеспечению принятия второго Базельского соглашения (Базель II). Оно было принято в 2005 г. и в 2008 г. после принятия директивы «О требованиях к капиталу» стало частью законодательства Евросоюза. В сущности, это привело к тому, что европейские банки и, что более важно, Европейский центральный банк, при оценке кредитоспособности финансовых организаций ЕС должны были руководствоваться в первую очередь стандартизированными оценками кредитного риска, которые осуществляются только двумя частными компаниями: американскими агентствами «Мудис» и «Стандард энд пурс»..
Ответные меры
Несовершенство методов оценки при составлении кредитных рейтингов привело к созданию европейскими регулирующими органами системы надзора за деятельностью рейтинговых агентств. В январе 2011 г. руководство ЕС одновременно с созданием Европейской службы финансового надзора объявило о создании ряда новых органов финансового регулирования, в том числе Европейского управления по контролю над финансовыми рынками и рынком ценных бумаг, которое стало единственным органом ЕС, регламентирующим кредитные рейтинги. Как сообщил глава службы, Стивен Майор, методы оценки, используемые рейтинговыми агентствами, должны соответствовать новым стандартам, введённым управлением; в противном случае им будет отказано в праве работы в ЕС.
Министр иностранных дел ФРГ Гидо Вестервелле выступил с предложением о создании «независимого» европейского рейтингового агентства, не имеющего конфликта интересов, из-за которого, по его мнению, рейтинги американских агентств являются неэффективными. По некоторым данным, ведущие политические деятели ЕС рассматривают возможность создания европейского рейтингового агентства, чтобы в будущем уменьшить степень влияния частных американских рейтинговых агентств на европейские финансовые рынки. По оценкам немецкого консалтингового агентства «Роланд Бергер», стоимость создания нового рейтингового агентства может составить до 300 млн €. 30 января 2012 г. представители компании сообщили о том, что уже начался процесс сбора средств у финансовых организаций и аналитических компаний на создание независимого некоммерческого рейтингового агентства, запланированное на середину 2012 г. Предполагается, что первые рейтинги стран будут опубликованы к концу года. В апреле 2012 г. представители фонда Бертельсманна с той же целью опубликовали программу создания международного некоммерческого рейтингового агентства по оценке государственных задолженностей, структура которого предполагает независимость менеджеров и лиц, принимающих решения по изменению рейтингов, от финансирующих организаций.
Тем не менее, попытки более строгого регулирования деятельности рейтинговых агентств после начала долгового кризиса не увенчались успехом. По мнению ряда европейских экспертов в области финансового законодательства и регулирования, закон ЕС «О рейтинговых агентствах» (Положение ЕС № 1060/2009) был слишком поспешно принят, а затем неадекватно отражён в национальном законодательстве ряда стран и оказывает незначительное влияние на то, как финансовые аналитики и экономисты трактуют данные в рамках анализа. Кроме того, принятие закона не уменьшило вероятности возникновения конфликтов интересов из-за того, что между рейтинговыми агентствами и их клиентами заключаются сложные контракты.

#### СМИ
Роль англоязычных СМИ в развитии кризиса на рынке облигаций остаётся неоднозначной.
В частности, премьер-министр Греции Георгиос Папандреу выступил с заявлением, что правительство Греции не рассматривает возможности выхода из еврозоны и что обострение кризиса служит определённым политическим и финансовым интересам: «это атака на еврозону лиц, политически или финансово заинтересованных в провале евро». Премьер-министр Испании Хосе Луис Родригес Сапатеро также выразил свою убеждённость в том, что недавний финансовый кризис в Европе является попыткой подорвать положение евро. Он отдал распоряжение Национальному разведывательному центру Испании (исп. Centro Nacional de Inteligencia, CNI) провести расследование того, какую роль «англо-саксонская пресса» сыграла в обострении кризиса. Результаты исследования в настоящее время остаются неизвестными.
Некоторые комментаторы также считают, что атака на евро была инициирована для того, чтобы некоторые страны, такие как Великобритания и США, могли продолжать привлекать средства для финансирования бюджетного дефицита и дефицита текущего торгового баланса, а также чтобы избежать краха доллара США. В США и Великобритании из-за низкого уровня сбережений у населения правительство не имеет возможности прибегать к внутренним займам, и потому благополучие этих стран зависит от возможности продолжать привлекать иностранные сбережения, например, китайских инвесторов. Еврозона, напротив, в состоянии осуществлять самофинансирование.

#### Спекулянты
Премьер-министры как Испании, так и Греции обвиняли финансовых спекулянтов и хедж-фонды в обострении кризиса игрой на понижение курса евро. Канцлер Германии Ангела Меркель выступила с заявлением, что «организации, оставшиеся на рынке благодаря государственной экстренной финансовой помощи, теперь наживаются на бюджетном кризисе в Греции и других странах».
По данным «Уолл стрит джорнал», в начале 2010 г. руководство нескольких хедж-фондов заключило ряд сделок на значительные суммы, играя на понижение евро. 8 января в частном доме на Манхэттене высокоспециализированная брокерская аналитическая фирма «Моннес, Креспи, Гардт энд компани» провела эксклюзивный «вечер обмена идеями», где представители небольшой группы хедж-фондов, в том числе «Эс-эй-си каэпител эдвайзорс», «Сорос фанд менеджмент», «Грин лайт кэпитал», «Бригейд кэпитал менеджмент», выступили с заявлением, что курс евро должен вскоре упасть до уровня курса доллара, а поскольку греческие долговые облигации являются самыми уязвимыми из всех облигаций еврозоны, произойдёт крах греческой экономики, за которым последует мировой долговой кризис. Через три дня на валютном рынке началась массовая кампания по продаже евро, что привело к падению курса евро ниже, чем 1,36 $ за евро. Органы регулирования не выступали с заявлениями о выявлении тайного сговора или других ненадлежащих видов деятельности. 8 июня, ровно через четыре месяца после проведения «вечера», курс евро упал до самого низкого уровня за последние четыре года (1,19 $ за евро), прежде чем снова начал расти. По оценкам биржевых брокеров, сделки на повышение или понижение курса евро составляют большую часть ежедневных сделок на мировом валютном рынке ёмкостью в 3 трлн долларов.
То, как деятельность банка «Голдман сакс» повлияла на рост уровня доходности греческих государственных облигаций также находится под пристальным рассмотрением: в настоящее время ещё не установлено, сознательно ли руководство банка содействовало развитию кризиса для получения дополнительной прибыли, или эта прибыль была получена за счёт распродажи облигаций.
На некоторых рынках на протяжении нескольких месяцев было запрещено осуществление непокрытых сделок на понижение в ответ на заявления о том, что спекулятивные сделки способствуют обострению кризиса.

### Слухи о распаде еврозоны
Некоторые экономисты, как правило, не проживающие в Европе и придерживающиеся теорий хартализма или принадлежащие к другим посткейнсианским школам, с самого начала осуждали введение единой европейской валюты, поскольку оно означало отказ стран от кредитно-денежного и экономического суверенитета и не компенсировалось созданием центрального налогового органа. По мнению этих специалистов, «без существования подобного органа и без создания альтернативного органа регулирования существование экономического и валютного союза будет предотвращать осуществление эффективной денежной политики отдельными странами». Некоторые экономисты, не принадлежащие к кейнсианской школе, такие как Лука А. Риччи (МВФ), соглашаются с тем, что ЕС не является оптимальной валютной зоной, хотя и были достигнуты определённые успехи по её оптимизации .
После того, как кризис вслед за Грецией охватил и другие страны, эти экономисты продолжали, теперь более настойчиво, выступать за расформирование еврозоны. В том случае, если немедленный распад представлялся неосуществимым, они рекомендовали Греции и другим странам со значительным государственным долгом выйти из еврозоны в одностороннем порядке, провести дефолт по гособлигациям, вернуть себе налоговый суверенитет и восстановить национальную валюту. В статье новостного агентства «Блумберг» в июне 2011 г. было высказано мнение, что в том случае, если оказание экстренной финансовой помощи Греции и Ирландии не поможет, евро сможет спасти выход Германии из еврозоны, поскольку он приведёт к девальвации евро, что позволит странам отказаться от курса жестокой экономии. Возврат к использованию немецкой марки скорее всего приведёт к падению курса евро по отношению к новой валюте, что даст «огромный толчок» конкурентоспособности стран еврозоны.
По мнению специалистов газеты «Уолл стрит джорнал», возможно не только возвращение Германии к использованию национальной валюты, но и создание нового валютного союза с участием Нидерландов, Австрии, Финляндии, Люксембурга и других европейских стран, таких как Дания, Норвегия, Швеция, Швейцария и балтийские страны. Валютный союз этих стран с профицитом текущего платёжного баланса стал бы крупнейшим объединением стран-кредиторов на мировом уровне, даже по сравнению с Китаем или Японией. С точки зрения авторов статьи, выход из еврозоны ряда стран во главе с Германией позволит оставшимся государствам вместо того, чтобы пытаться повлиять на конъюнктуру при помощи регулирования темпов роста инфляции в рамках существующего валютного союза, зафиксировать процентные ставки на низком уровне, провести количественное смягчение в рамках кредитно-денежной политики, или применить меры налогово-бюджетного стимулирования для создания новых рабочих мест.
В статье «Есть ли будущее у евро?» Джордж Сорос предупреждает о том, что пока «власти продолжают придерживаться существующего политического курса», им не удастся избежать «мрачного сценария» длительного экономического спада в Европе и, как следствие, возникновения угрозы политическому единству еврозоны. С его точки зрения, для спасения евро необходимы как немедленные меры по выходу из кризиса, так и проведение долгосрочных структурных изменений. Помимо прочего, Сорос рекомендует проведение дальнейшей экономической интеграции Европейского союза.
По мнению Сороса, необходимо заключение соглашения между странами — членами еврозоны по формированию на базе Европейского фонда финансовой стабильности полноценного европейского министерства финансов, после чего Совет ЕС сможет передать банку Европейской комиссии полномочия агента министерства при условии освобождения банка от финансовой ответственности в случае возникновения угрозы неплатёжеспособности. Сорос признаёт, что осуществление этих мер возможно только при «кардинальном пересмотре стратегии» развития ЕС. Он предупреждает о том, что против создания министерства финансов выступит ряд стран, в первую очередь Германия, во многом из-за того, что правительства многих стран продолжают верить в то, что они имеют возможность принимать индивидуальные решения о поддержке евро или отказе от его использования. Однако, по мнению Сороса, распад ЕС приведёт к коллапсу финансовой системы и потому «единственным способом» избежать «новой Великой депрессии» является формирование европейского министерства финансов.
В «Экономисте» предлагается немного другой подход: по мнению специалистов журнала, «облегчённая версия федерализации могла бы стать лучшим из двух зол по сравнению с распадом евро». Ограниченная федерализация, трудноосуществимая на практике, должна в первую очередь опираться на ограниченную бюджетно-налоговую интеграцию. Для того, чтобы страны с чрезмерным государственным долгом могли стабилизировать курс евро и своё экономическое положение, им необходим «доступ к денежным средствам, а банкам необходим доступ к „безопасным“ активам, которые не привязаны к экономическому положению определённой страны». Этой цели можно добиться за счёт создания «более умеренного варианта еврооблигаций, которые объединяли бы определённый объём долговых обязательств на определённый период времени». Немецкий экономист, член Экспертного совета по оценке макроэкономического развития ФРГ (нем. Sachverständigenrat zur Begutachtung der gesamtwirtschaftlichen Entwicklung) Петер Бофингер и Сони Капур, специалист международного аналитического центра «РеДифайн», предлагают провести объединение долговых обязательств всех стран еврозоны сверх 60 % ВВП страны. Вместо расформирования еврозоны и выпуска новых государственных облигаций новообразованными странами, «все, начиная от Германии (госдолг: 81 % ВВП) до Италии (120 %) будут выпускать только совместные облигации до того момента, пока величина госдолга не упадёт до 60 % ВВП. Новый рынок совместных облигаций ёмкостью около 2,3 млрд евро окупится в течение следующих 25 лет. Каждая страна примет на себя обязательства по передаче дополнительных налоговых сборов по определённому виду налога (например, НДС) для осуществления выплат по облигациям». Тем не менее, в настоящее время канцлер ФРГ Ангела Меркель продолжает выступать против выпуска какой бы то ни было формы совместных облигаций.
В то же время канцлер Германии Ангела Меркель и бывший президент Франции Николя Саркози неоднократно заявляли о том, что не допустят распада еврозоны, связывая существование евро с возможностью существования всего Европейского союза. В сентябре 2011 г. комиссар ЕС Хоакин Альмуния присоединился к этой точке зрения, заявив, что исключение стран с более слабой экономикой из еврозоны не является решением проблемы. Кроме того, бывший президент ЕЦБ Жан-Клод Трише также исключал возможность возврата Германии к использованию немецкой марки.
Исландия, хотя и не входит в состав ЕС, считается одной из немногих европейских стран, которым удалось полностью восстановить свою экономику после долгового кризиса: правительство Исландии объявило дефолт и провело значительную девальвацию валюты, тем самым на практике сократив затраты на рабочую силу на 50 %, что предоставило экспортной отрасли страны значительное конкурентное преимущество. По мнению Ли Гарриса, сокращение размеров затрат на рабочую силу с политической точки зрения легче всего осуществить за счёт девальвации валюты при плавающем валютном курсе, а не за счёт регламентации сокращения величины заработной платы, что приведёт к завершению политической карьеры реформатора. В Швеции в краткосрочном периоде наличие конкурентных преимуществ было обеспечено плавающим валютным курсом, а в долгосрочном периоде — структурными реформами и успешным применением методов рыночного регулирования. Кроме того, экономическому росту способствовали минимальное использование заёмных средств госсектором, налоговая реформа и вступление в силу ряда льгот для стимулирования занятости населения.
Английская букмекерская компания «Лэдброкс» перестала принимать ставки на то, что Греция выйдет из еврозоны, в мае 2012 г., после того, как они упали до 1 к 3. По данным представителя компании, «популярны» ставки 33 к 1 на то, что еврозона распадётся в течение 2012 г..
Необходимо учитывать то, что решение о выходе из еврозоны или её расформировании — не только экономическое, но и крайне важное политическое решение, последствия которого являются крайне сложными: «если Берлин предоставляет необходимые средства и диктует правила игры всем остальным европейским странам, то растёт риск недовольства Германией (то есть рост националистических настроений) и … это усилит позиции сторонников выхода из ЕС в Великобритании, что затронет не только жителей страны, но и всех сторонников либеральной экономической политики в Европе».

### Неправомерные долговые обязательства
Некоторые комментаторы, такие как корреспондент газеты «Либерасьон» Жан Катремер и представители неправительственной организации «Комитет за аннулирование долгов развивающихся стран», Льеж, считают, что долговые обязательства стран еврозоны должны считаться долгами, сделанными правительством в целях, противных интересам жителей страны (т. н. Одиозный долг), и потому не должны подлежать выплате.. В греческом документальном фильме «Долгокартия» (см. Долгократия) поднимается вопрос о том, является ли недавний коррупционный скандал, в котором была замешана компания «Сименс», и выдача ЕЦБ некоммерческих кредитов при условии покупки военных самолётов и подводных лодок свидетельством того, что эти кредиты являются неправомерными, и возможно ли признание значительной их части недействительной после аудиторской проверки.

### Статистические данные по странам
В 1992 г. лидерами стран — членов евросоюза был подписан Маастрихтский договор, согласно условиям которого вступали в силу ограничения по величине госдолга и объёмам заёмного финансирования бюджетного дефицита. Тем не менее, ряд стран — членов ЕС, включая Грецию и Италию, смогли обойти эти правила и скрыть реальный уровень дефицита и госдолга при помощи использования сложных валютных и кредитных производных инструментов, которые были разработаны за значительное вознаграждение ведущими инвестиционными банками США (сами банки при этом не несли значительных рисков благодаря законодательному ограничению рисков контрагентов в сделках по производным ценным бумагам). В рамках финансовых реформ, проведённых в США после наступления финансового кризиса была укреплена система защиты игроков рынка производных ценных бумаг (в том числе при помощи облегчения доступа к правительственным гарантиям), и в то же время были установлены минимальные требования по раскрытию информации по деривативным сделкам на менее специализированных финансовых рынках.
Одним из событий, которые привели к развитию долгового кризиса в Греции, стало увеличение в конце 2009 г. новым правительством Всегреческого социалистического движения величины бюджетного дефицита на 2009 г. с запланированных 6-8 % ВВП до 12,7 % (после пересмотра категоризации расходов под контролем МВФ в 2010 г. дефицит увеличился до 15,4 %).
Привлечение внимания к проблемам «креативного бухгалтерского учёта» и манипулирования статистическими данными рядом стран привели к усилению паники на финансовых рынках и кризису доверия инвесторов.
После развития долгового кризиса в Греции СМИ продолжали уделять значительное внимание финансовому положению этой страны. Тем не менее, число сообщений об аналогичном манипулировании статистическими данными для сокрытия реального размера госдолга и дефицита как ЕС, так и отдельными странами, продолжает расти. В докладах на эту тему анализируются примеры «креативного бухгалтерского учёта» как ряда стран, так и отдельно Италии, Великобритании, Испании, США, и даже Германии.

### Залоговое обеспечение для Финляндии
8 августа 2011 г. стало известно, что Греция выполнит условие о предоставлении залогового обеспечения, выдвинутое парламентом Финляндии, а Финляндия будет участвовать в формировании нового пакета финансовой помощи Греции объёмом в 109 млрд €. Правительства Австрии, Нидерландов, Словении и Словакии негативно отреагировали на предоставление специальных гарантий Финляндии и потребовали или отказа от них, или предоставления залогового обеспечения и их странам для того, чтобы уровень риска, вызванного оказанием финансовой помощи, не увеличился. Главным спорным пунктом было то, что в качестве залогового обеспечения должны были выступать наличные средства, которые Греция могла предоставить только путём перераспределения средств из пакета экстренной финансовой помощи, в формировании которой участвовала Финляндия; получалось, что гарантии по кредиту Финляндии в случае дефолта греческого правительства фактически предоставляли сама Финляндия и другие страны еврозоны.
4 октября 2011 г. после долгих переговоров по структуре залогового обеспечения для всех стран еврозоны было достигнуто соглашение по условиям предоставления обеспечения. Из-за наличия в соглашении требования о единовременном (а не в пять траншей) предоставлении первоначального капитала для Европейского стабилизационного механизма предполагается, что только Финляндии сможет получить залоговое обеспечение: как одна из стран с наиболее стабильным кредитным рейтингом категории ААА, Финляндия сможет сравнительно легко получить доступ к требуемым средствам.
Споры о предоставлении залогового обеспечения по экстренной финансовой помощи по сути являлись спорами о расширении полномочий Европейского фонда финансовой стабильности. В начале октября правительства Словакии и Нидерландов последними провели голосование по программе экстренной финансовой помощи в рамках еврозоны. 13 октября 2011 г. парламент Словакии одобрил расширение полномочий ЕФФС; согласно достигнутому с премьер-министром соглашению, вскоре после этого было назначено досрочное проведение парламентских выборов.
В феврале 2012 года четыре крупнейших банка Греции согласились предоставить Финляндии залоговые средства в размере 880 млн € для того, чтобы гарантировать получение второго пакета финансовой помощи.

## Политические последствия кризиса
В ряде европейских стран кризис и принятие мер по выходу из него привели к досрочному роспуску правительств и повлияли на исход многих выборов:
Греция — май 2012 г. Выборы в законодательные органы в 2012 г. стали первыми за последние 40 лет, когда коалиции ПАСОК и «Новой демократии» не удалось одержать победу из-за того, что ранее представители этих партий выступили за осуществление мер жёсткой экономии по инициативе зарубежных кредиторов и представителей ЕС, МВФ и ЕЦБ. Экстремистские политические партии левого и правого толка, выступавшие против введения режима экономии, получили большинство голосов.
Франция — май 2012 г. В президентских выборах во Франции впервые с 1981 г. действующему президенту не удалось выйти на второй срок: Николя Саркози был вынужден уступить должность Франсуа Олланду.
Финляндия — апрель 2011 г. В парламентских выборах оказание финансовой помощи Португалии и расширение полномочий Европейского фонда финансовой стабильности стали ключевыми пунктами предвыборных программ партий и оказали значительное влияние на результаты выборов.
Греция — ноябрь 2011 г. Премьер-министр Георгиос Папандреу объявил о своём решении уйти в отставку после жёсткой критики со стороны как членов собственной партии, так и оппозиции и представителей правительств других стран-членов ЕС из-за предложения о проведении референдума по осуществлению мер экономии и выполнению других требований, обуславливающих получение финансовой помощи. Ему на смену пришло коалиционное правительство трёх партий, одна из которых впоследствии покинула коалицию. При этом популярность партии Папандреу, ПАСОК, упала с 42,5 % в 2010 г. до менее чем 7 % в 2012 г. (по результатам некоторых опросов). После проведения голосования по осуществлению экономических мер и получению финансовой помощи, за которые выступали лидеры двух партий, но не все члены парламента, входящие в их состав, Папандреу и Антонис Самарас исключили из партий 44 парламентариев, что привело к потере ПАСОК большинства. Досрочные выборы правительства прошли в мае 2012 г.
Ирландия — ноябрь 2012 г. Из-за высокого дефицита бюджета в 2010 г. и неизвестности того, будет ли МВФ оказана финансовая помощь, тридцатая Палата представителей Ирландии была вынуждена досрочно завершить свою работу. Это привело к потере правительственными партиями Фианна Файл и «Зелёной партией» лидирующего положения, уходу с занимаемой должности премьер-министра страны Брайана Коуэна и росту влияния партии Фине Гэл, которая совместно с Лейбористской партией сформировала правительство в рамках 31-й Палаты представителей Ирландии. Новым премьер-министром стал Энда Кенни.
Италия — ноябрь 2011 г. После того, как озабоченность инвесторов уровнем госдолга Италии привела к падению цен на государственные облигации, партия Сильвио Берлускони утратила большинство голосов в правительстве. Правительство ушло в отставку, главой нового правительства стал Марио Монти.
Нидерланды — апрель 2012 г. После того, как представителям Народной партии за свободу и демократию, партии «Христианско-демократический призыв» и Партии свободы не удалось достичь соглашения по новым мерам экономии, необходимым для сокращения госрасходов на 15 млрд евро, правительство Марка Рютте ушло в отставку. Досрочные выборы назначены на 12 сентября 2012 г. Для того, чтобы предотвратить вступление в действие штрафных санкций ЕС за задержку принятия бюджета страны (до 30 апреля) пять партий образовали т. н. «Кундузскую коалицию» и вместе составили экстренный бюджет на 2013 г. всего за два дня.
Португалия — март 2011 г. После того, как парламент оказался не в состоянии провести согласование правительственных мер экономии, правительство Португалии и его глава Жозе Сократеш ушли в отставку; досрочные парламентские выборы прошли в июне 2011 г.
Словакия — октябрь 2011 г. Премьер-министр Ивета Радичова в обмен на поддержку членами коалиции создания Европейского фонда финансовой стабильности согласилась на досрочное проведение парламентских выборов в марте 2012 г., после которых пост премьер-министра занял Роберт Фицо.
Словения — сентябрь 2011 г. После того неудачного проведения референдума по мерам борьбы с экономическим кризисом в июне 2011 г. и распада правительственной коалиции, правительству Борута Пахора был вынесен вотум недоверия; досрочные выборы были назначены на декабрь 2011 г. Новым премьер-министром Словении стал Янез Янша.
Испания — июль 2011 г. После того, как испанское правительство продемонстрировало свою неспособность провести согласование антикризисных мер, премьер-министр Хосе Луис Родригес Сапатеро объявил о проведении досрочных выборов в ноябре: «Проведение выборов осенью удобно тем, что новое правительство сможет заняться экономическими проблемами уже в начале 2012 г., сразу после голосования». Новым премьер-министром стал Мариано Рахой.

## Изображения

Кредитные рейтинги стран ЕС по версии агентства S&P
Рейтинги стран ЕС по версии Fitch
Рейтинги по версии Moody's
Рейтинги стран ЕС по версии китайского агентства Дагун
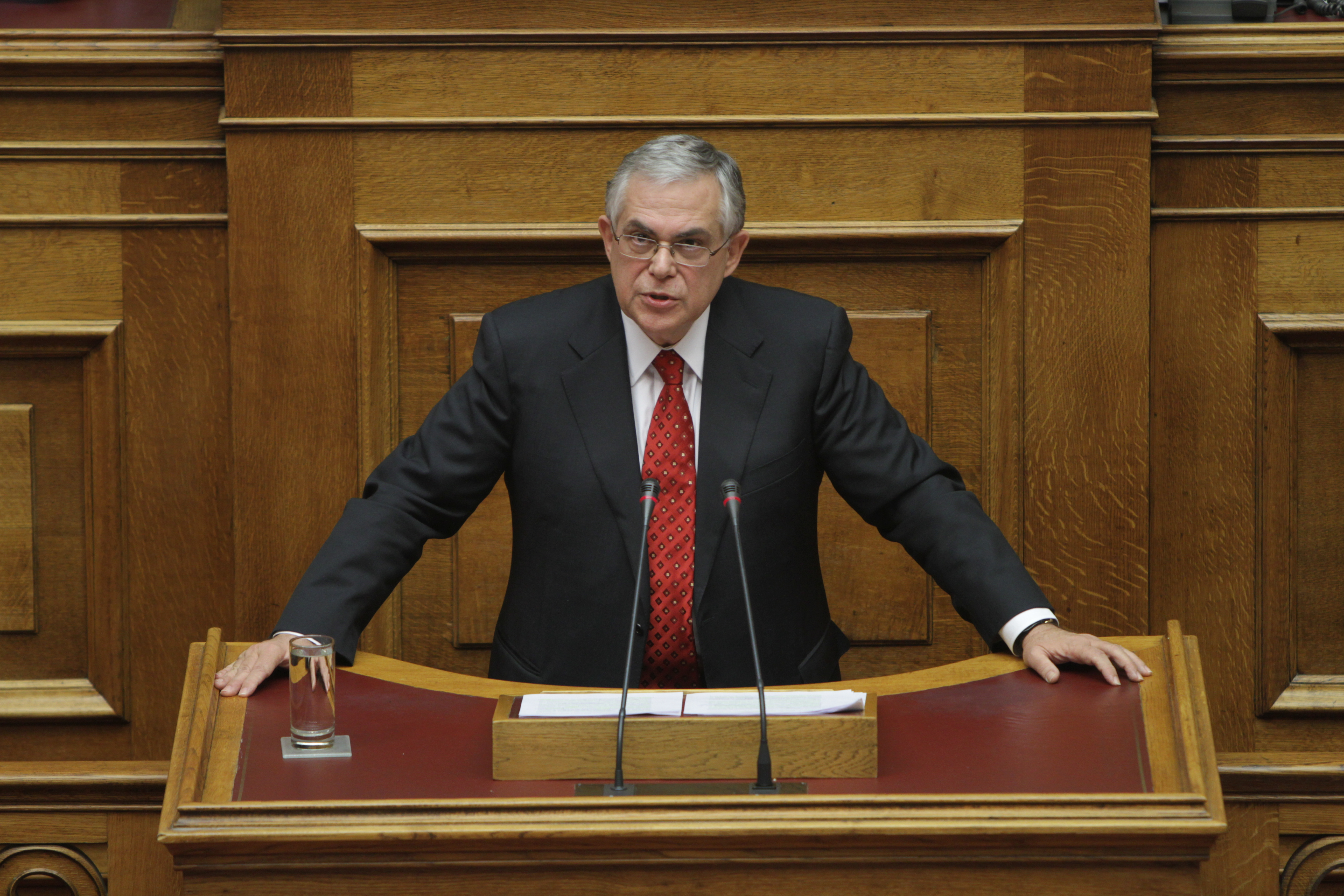
Премьер-министр Греции Лукас Пападимос выступает за меры бюджетной экономии в парламенте, 18 ноября 2011